# Maderas muertas
En el campo de la silvicultura y de la ecología, las "maderas muertas " son un compartimento ambiental formado por las maderas, proveniente de árboles que - cualquiera que sea su forma - no tiene células vivas. Se trata de árboles muertos, en pie o caídos a tierra; las partes muertas de un árbol (un árbol que está lesionado, senescente, o viejo) o de cualquier pieza de madera (ramas y ramitas) suspendida o abandonada en el suelo o en el agua (arroyos, ríos, lagos de agua fresca).

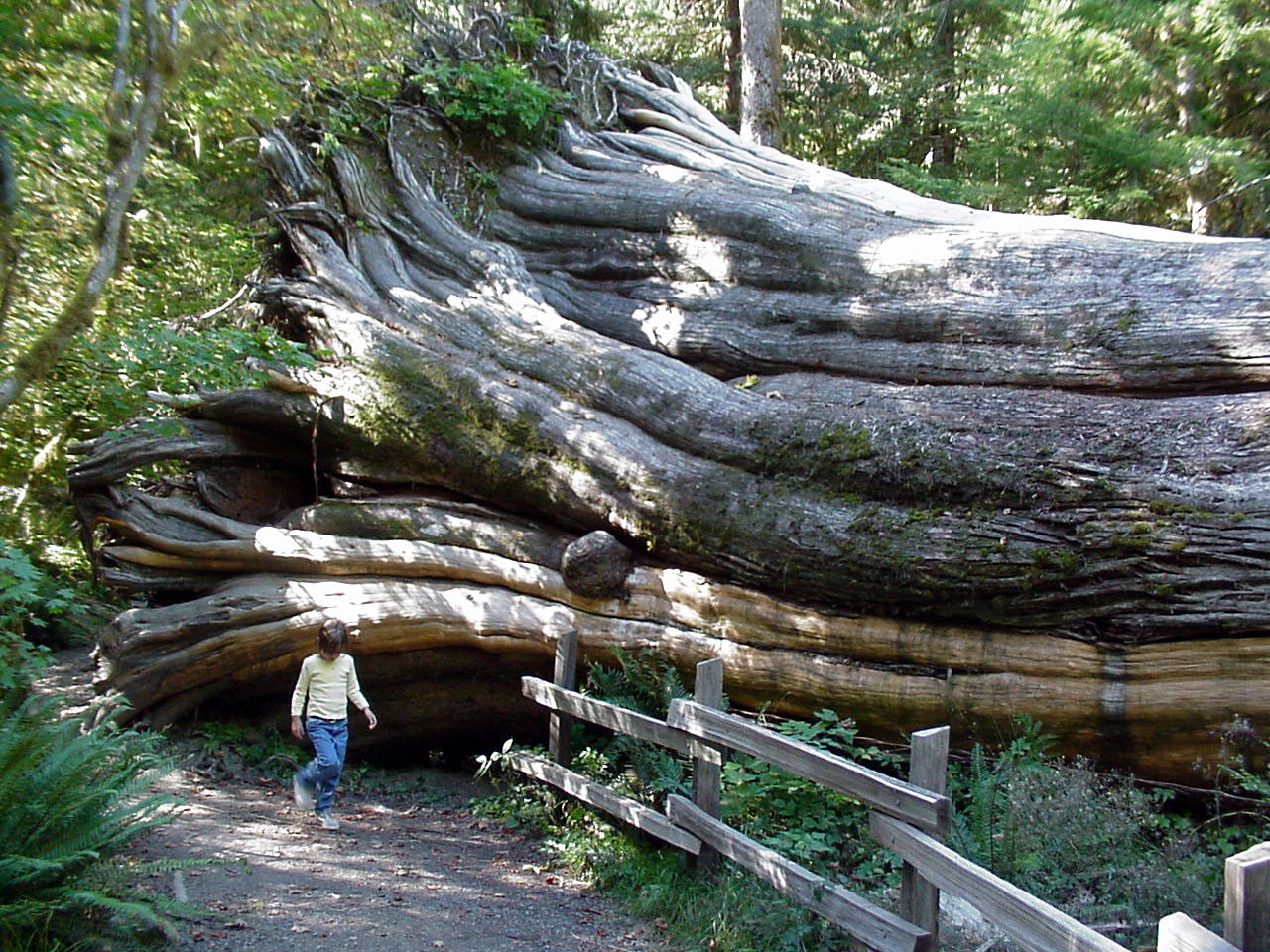
Las maderas muertas grandes no se congelan en el núcleo. Por esta razón, ellas son el hogar de especies en particular. Serán capaces de alimentar a toneladas de saproxylophagos, durante siglos

En un curso de agua, esta madera sirve para ser utilizada por los castores para hacer su presa.

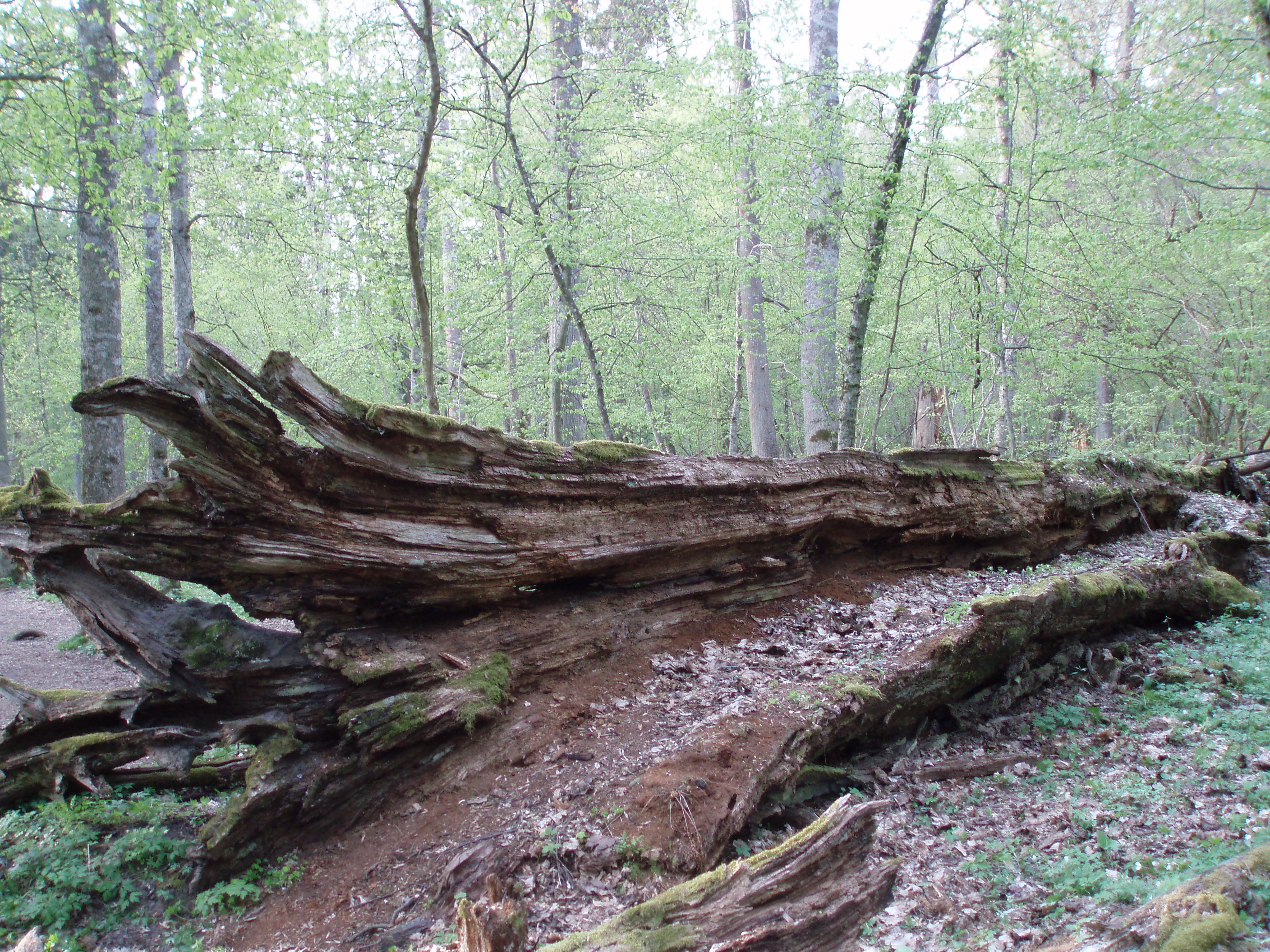
La madera muerta está, naturalmente, muy presente en los bosques primarios (hasta 1/3 de la masa de la madera, y es el hogar de aproximadamente 1/4 de la biodiversidad de los bosques), aquí en Bialowieza (Polonia)

Durante su descomposición (durante varios siglos para piezas grandes), la madera muerta albergará una sucesión de comunidades animales, bacterianas y fúngicas, que constituye casi el 25% de la biodiversidad forestal. Sin embargo, 2/3 de las especies de la madera muerta solo pueden desarrollarse después de la edad de la explotación económica o tecnológica de los árboles, cuando las cavidades y otros microhábitats vinculados a la senescencia se vuelven más numerosos, o en los troncos de viejos árboles muertos. Debido a un "déficit generalizado de madera muerta en los bosques talados", están en riesgo y solo sobreviven en algunos focos de bosque subnatural. De manera similar, los árboles muertos en los ríos están muy enrarecidos por la explotación de los bosques y la limpieza.

## Situación actual
La madera muerta se está volviendo cada vez más importante. De hecho, la muerte del árbol no es la de los anfitriones que alberga, sino todo lo contrario. "Incluso muerto, el árbol continúa dando vida y prepara el suelo al descomponerse para acomodar mejor a sus sucesores. Sigue siendo un lugar de vida". Diversos estudios realizados desde la década de 1970 han demostrado que es una condición para mantener gran parte de la biodiversidad del bosque y su fertilidad (reciclaje de lignina y celulosa). También parece importante para el buen funcionamiento de los ciclos naturales vinculados a otros ecosistemas boscosos (bosque de ribera, sabana, seto ...).
Los árboles viejos, moribundos o muertos, así como la pequeña madera muerta en el suelo también juegan un papel vital en el funcionamiento, la resiliencia y la productividad de los ecosistemas forestales y similares. Constituyen un nicho ecológico que alberga casi una cuarta parte de la biodiversidad forestal. Participan en el ciclo y el almacenamiento del carbono, en los ciclos de nutrientes, los flujos de energía dentro de los ecosistemas, la producción del suelo y las capacidades hidrológicas, y finalmente en la buena regeneración del bosque natural.

Por ejemplo, a principios del siglo XXI, los científicos ingleses estimaron que la madera muerta o senescente era un hábitat vital para 1.700 especies de invertebrados solo en Gran Bretaña (6% de toda la vida silvestre conocida de Gran Bretaña). Pero el 40% de estos invertebrados ya se clasificaron como raros o en la lista roja de especies en peligro de extinción en este país. Esta importancia es hoy un consenso en el mundo científico, pero este no ha sido el caso desde el siglo diecinueve.

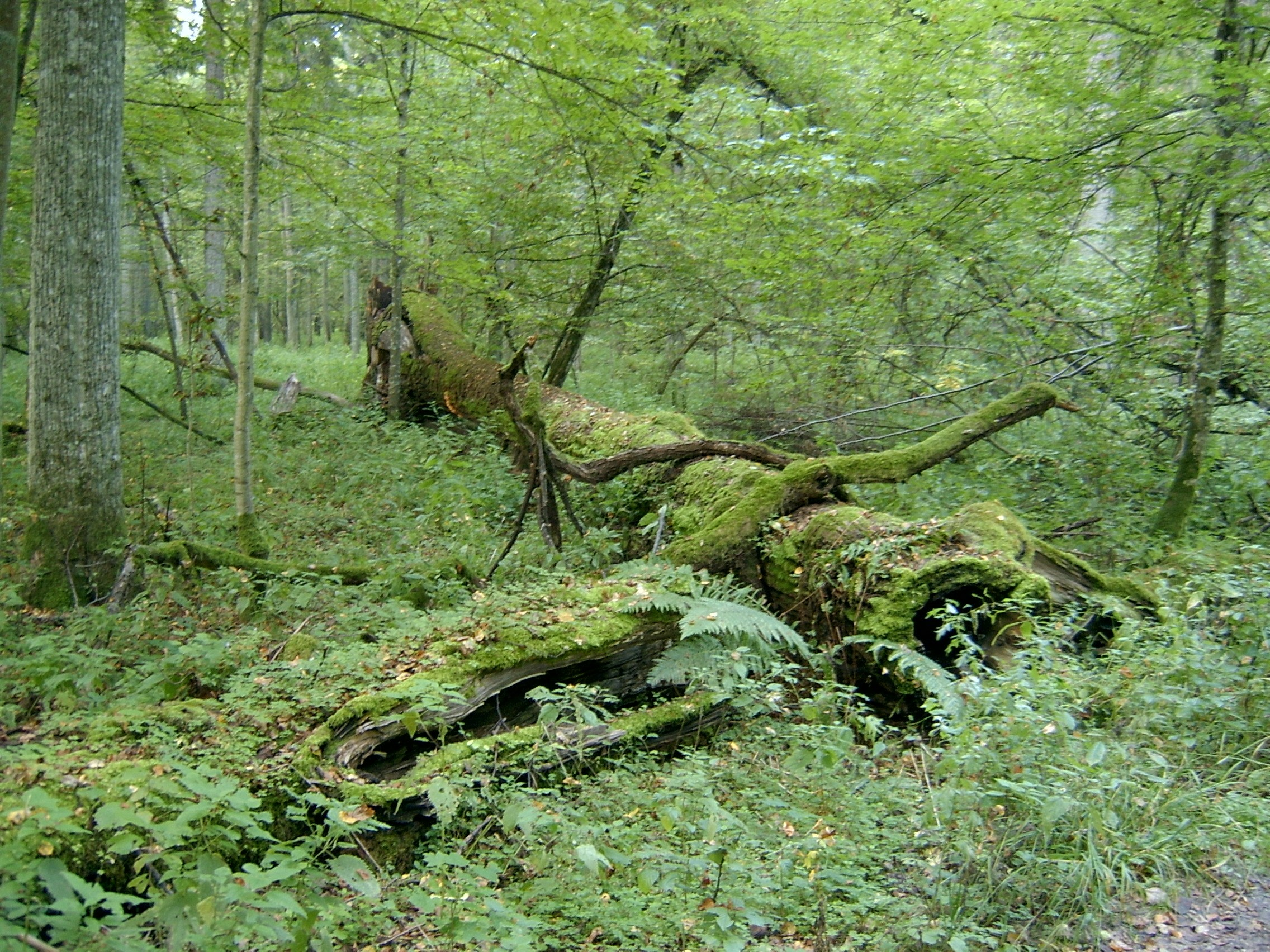
En un bosque primario, de clima templado, el 30% de la madera presente de forma natural está muerta

Estas especies son cada vez más raras en todo el Hemisferio Norte, debido a la falta de suministro de madera muerta y la falta de árboles senescentes (debido a la llamada silvicultura dinámica que reduce las rotaciones, incluso para maderas duras como el roble). Al mismo tiempo, surgen preguntas similares en el mundo animal, con la desaparición de la oferta de cadáveres de animales grandes para carroñeros y carroñeros que reciclaban este animal (una cuestión que parece más difícil de resolver debido a los riesgos que conlleva. supuestamente higiénico o probado (contagio microbiano, contaminación del agua, etc.) Muchos consumidores de hongos e invertebrados forestales (especialmente aves, reptiles y anfibios y murciélagos) dependen en gran medida de estos dos recursos para su supervivencia.
Según la esencia, el volumen y la conformación de la madera, según cómo fue cortada (seto, poda, ...), según su exposición al viento y al sol y que presenta o no ranuras, caries, los agujeros que facilitan la entrada de los descomponedores, dependiendo de la humedad, el árbol muerto o la madera muerta, tardarán más o menos tiempo en descomponerse. La desecación ralentiza el proceso de descomposición, especialmente si el tronco se expone al sol. Por ejemplo, en la zona boscosa de Windsor Park (Gran Bretaña), un tronco de roble permaneció en pie durante más de 55 años, mientras que un tronco vecino de haya se derrumbó después de solo 15 años.

## Vocabulario y definiciones

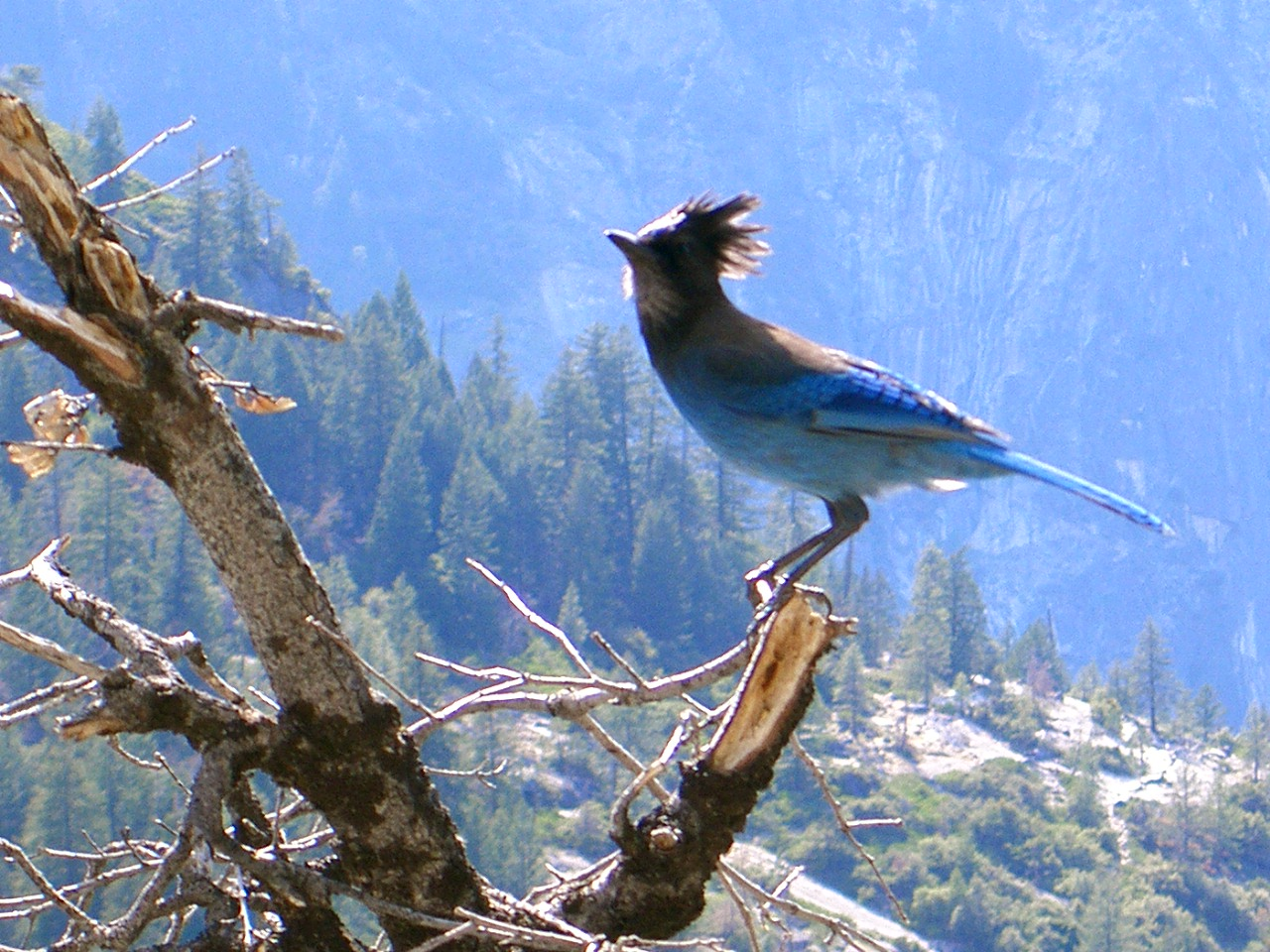
Muchas aves territoriales y cazadoras aprecian las perchas a la vista de la madera muerta, como este Cyan de Steller

El estado de "madera muerta" no es estático. Es un estado de transformación dinámica. Andrew Cowan propone en cambio hablar de "bosques en descomposición o en deterioro", porque aunque la savia no circula sobre esta madera, sigue siendo, y durante mucho tiempo, el asiento de una vida muy rica; lo que Janine Petit del FNE resumió con la expresión paradójica "Nada está más vivo que la madera muerta". Distinguimos en general:
- la "madera muerta en pie" es "un árbol que no muestra signos de vida por encima de 1,30 m, y que aún está en pie, roto o no a nivel del tronco o la copa"[7]
- el "árbol caído" es un "árbol desarraigado bajo la acción de diferentes agentes naturales (viento, rayos, nieve, caída de otro árbol) o por razones propias (vejez, podredumbre) malas raíces), sin intervención humana "
- la "vela"; tronco muerto, sin ramas, pero que aún se apoya sobre sus raíces: la pérdida de ramas puede ser natural (después de una tormenta, un rayo o una rotura de ramas) o de origen humano (establecer seguridad, poda "severa" que causó la muerte del árbol);
- "madera muerta en el suelo": "pedazo de madera (rama o tronco) separado de su tocón, natural o artificialmente, o de árbol muerto, en contacto o no con la tierra, con todas las ramas que se han quedado adheridas a ella"

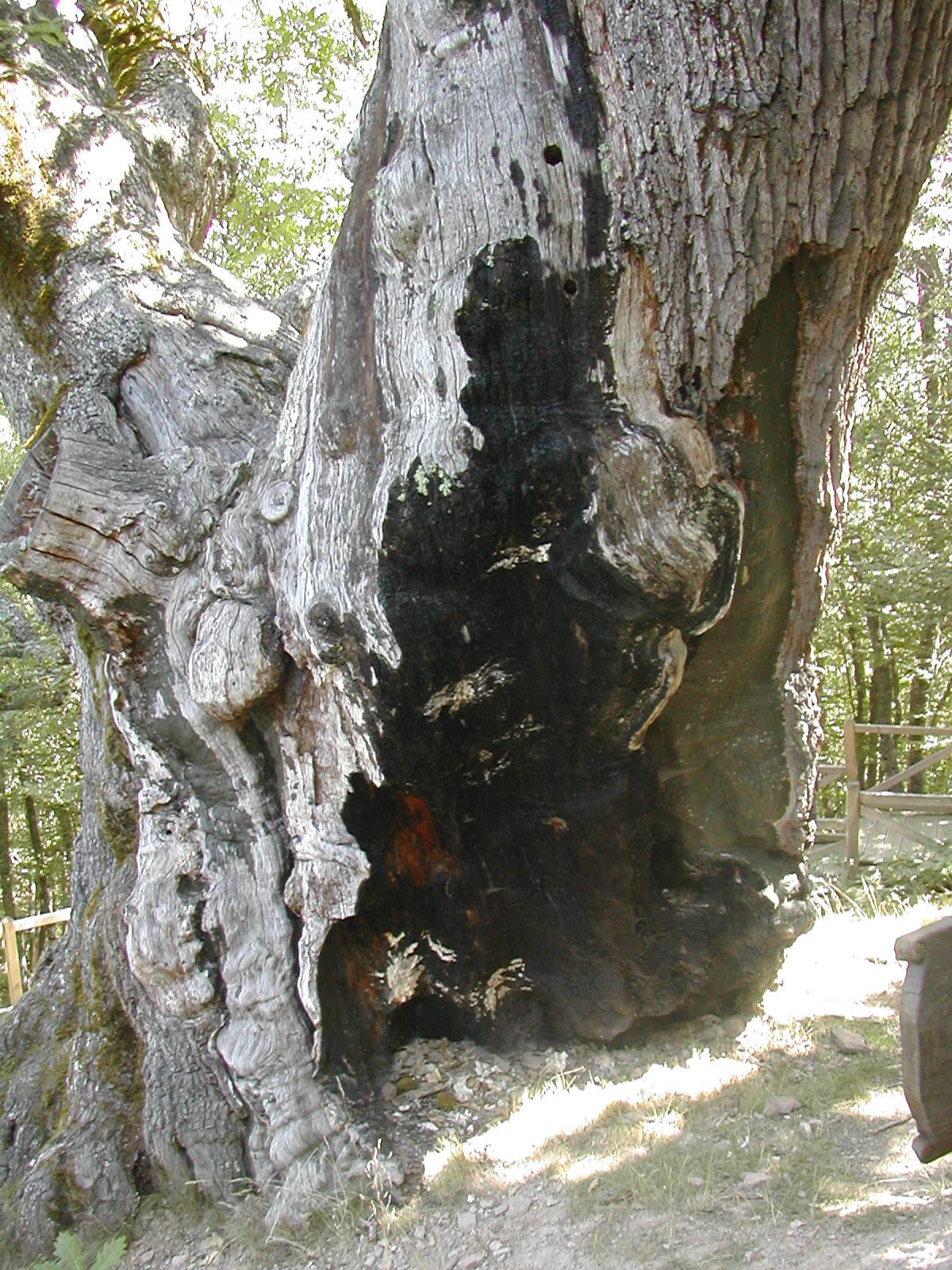
El fuego natural o debido a actos de vandalismo es una fuente de madera muerta

- El fuego natural o debido a actos de vandalismo es una fuente de madera muerta   "madera flotante"; se encuentra en las orillas de los arroyos, en el mar y en los lagos. Todavía se busca madera flotante para la construcción porque es relativamente resistente a la podredumbre (si la madera ha estado en el agua durante mucho tiempo, los nutrientes se han lixiviado, lo que dificulta la degradación por hongos, bacterias e insectos). Además, las maderas encontradas en el mar tienen un contenido de sal que las hace menos sensibles al fuego.
- la "madera sumergida" en arroyos, lagos o en el mar, es un nicho ecológico específico para muchas bacterias, hongos acuáticos y diversos moluscos. Sirve de refugio para peces, alevines, crustáceos, etc. o apoyo a ciertas plantas.

- "Chronoxyl" es una madera muerta que ha sido reconstituida o movida deliberadamente por razones estéticas, educativas o científicas. Incluso hay herramientas pedagógicas basadas en este principio.

- casos especiales: por ejemplo, grandes cantidades de árboles se ahogan durante la construcción de grandes presas hidroeléctricas en la selva tropical. Contaminan las aguas profundas al descomponerse lentamente (emisiones de fenoles tóxicos, consumo de oxígeno de las capas profundas). Algunos de estos árboles tienen un alto valor comercial; localmente, se establecieron sitios de extracción submarina para recuperarlos mediante motosierras especiales que funcionan bajo el agua.

   Varios ríos, en particular en América del Norte, fueron contaminados en el siglo XIX y en el siglo XX por los troncos que se hundieron durante el descenso de los ríos al flotar río abajo de las cuencas hidrográficas donde se practicaba la tala rasa y los aserraderos de aguas arriba y / o las fábricas de papel que recibieron estos troncos.

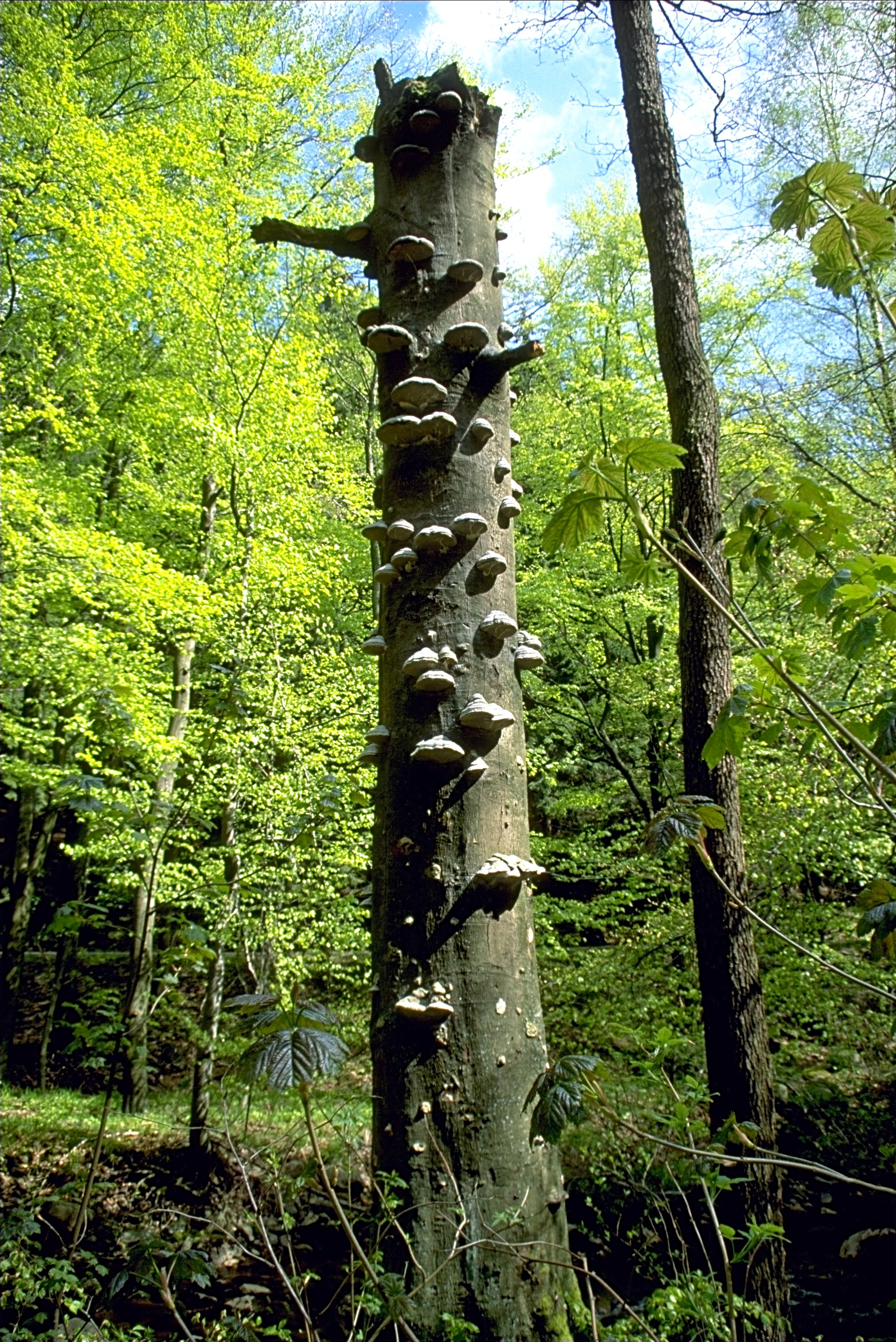
La modelación matemática del flujo de aire sobre un tronco cubierto con setas de este tipo sugiere que contribuyen de manera significativa a aumentar la resistencia al viento de los troncos de madera muerta de los que se alimentan. Fue pensado para reproducir formas de chimeneas industriales para aumentar su resistencia a las tormentas

   En estos últimos casos, la madera muerta podría moverse a decenas o cientos de kilómetros desde el río abajo a través del curso de agua o ser impulsada por una corriente marina, mientras que en el bosque no inundado la madera muerta normalmente se encuentran cerca de su lugar de origen y en menor medida cuando se utiliza para construcción de nidos por pájaros. Estos desplazamientos juegan un papel importante en la dispersión y la mezcla genética de las especies asociadas con la madera muerta.

## Percepciones tradicionales
La madera muerta es la madera más fácil de recolectar y transportar. Probablemente ha sido recogida desde la prehistoria de una manera privilegiada; como leña y para construcción de cercas, casas y localmente también con la madera a la deriva en las playas, incluso entre los esquimales.
La madera muerta a menudo ha tenido un estatus especial, incluido el que es o era suyo en la comunidad forestal, real, pública o privatizada.
- En el mundo, muchos árboles viejos y muertos son reverenciados y sagrados.
- En África, su corta está siendo prohibido en los bosques sagrados de Benín, el hogar de los dioses y los espíritus de la localidad, excepto con el permiso del hechicero, que puede interceder con los espíritus para que no se opongan.[8] En Camerún, los niños y las mujeres pueden recogerla en un bosque sagrado, pero después de advertir al hechicero o recibir permiso.
- En algunos bosques africanos, solo se permite la madera muerta para la producción de carbón vegetal.[9]
- En Japón dos árboles muertos fueron asegurados y guardados en los jardines de Kagoyamaen.
- En Europa, desde la Edad Media al menos, si la madera viva se reservó para el rey, monjes o nobles, el derecho consuetudinario permitió (y aún permite localmente) que la madera muerta pueda ser recogida de forma gratuita por los residentes o viajeros en cierta condiciones (p. ej., autorización previa, ausencia de herramientas durante la recolección, ausencia de derecho a comerciar, etc.) Bartoli y Gény (2005).
- La presencia de madera muerta es también parte de los seis indicadores de biodiversidad definidos por la Conferencia de Viena en 2003. Sin embargo, la madera muerta todavía sufre de una mala imagen entre la población europea. Es uno de los aspectos menos apreciados por los usuarios del bosque que todavía prefieren el arquetipo de los bosques gestionados, controlados y limpios (OPRESE 1998).
- En Francia, más recientemente los "exploradores" disfrutan de una tolerancia que les permite utilizar como leña en los bosques estatales gestionados por la ONF, excepto en caso de riesgo de incendio. Una directiva de la ONF menciona explícitamente por primera vez en 1993, que "el mantenimiento de algunos árboles senescentes o muertos (al menos uno) por hectárea es muy favorable a la biodiversidad, e incluso necesario para la conservación de determinadas especies".[10] En 2009, la Federación añadió un capítulo a esta instrucción, con la creación de una red de la madera vieja, importante para su conservación.    El programa de investigación "Resina" (por: representaciones sociales y los intereses ambientales) IRSTEA, ha llevado a cabo durante tres años (2006-2009) un estudio multidisciplinar de materia orgánica muerta, incluyendo las representaciones sociales de la madera muerta en el bosque16. Este trabajo confirma en primer lugar que el riesgo de accidentes causados por la caída de árboles o ramas de árboles muertos o senescentes son muy limitados.[11]

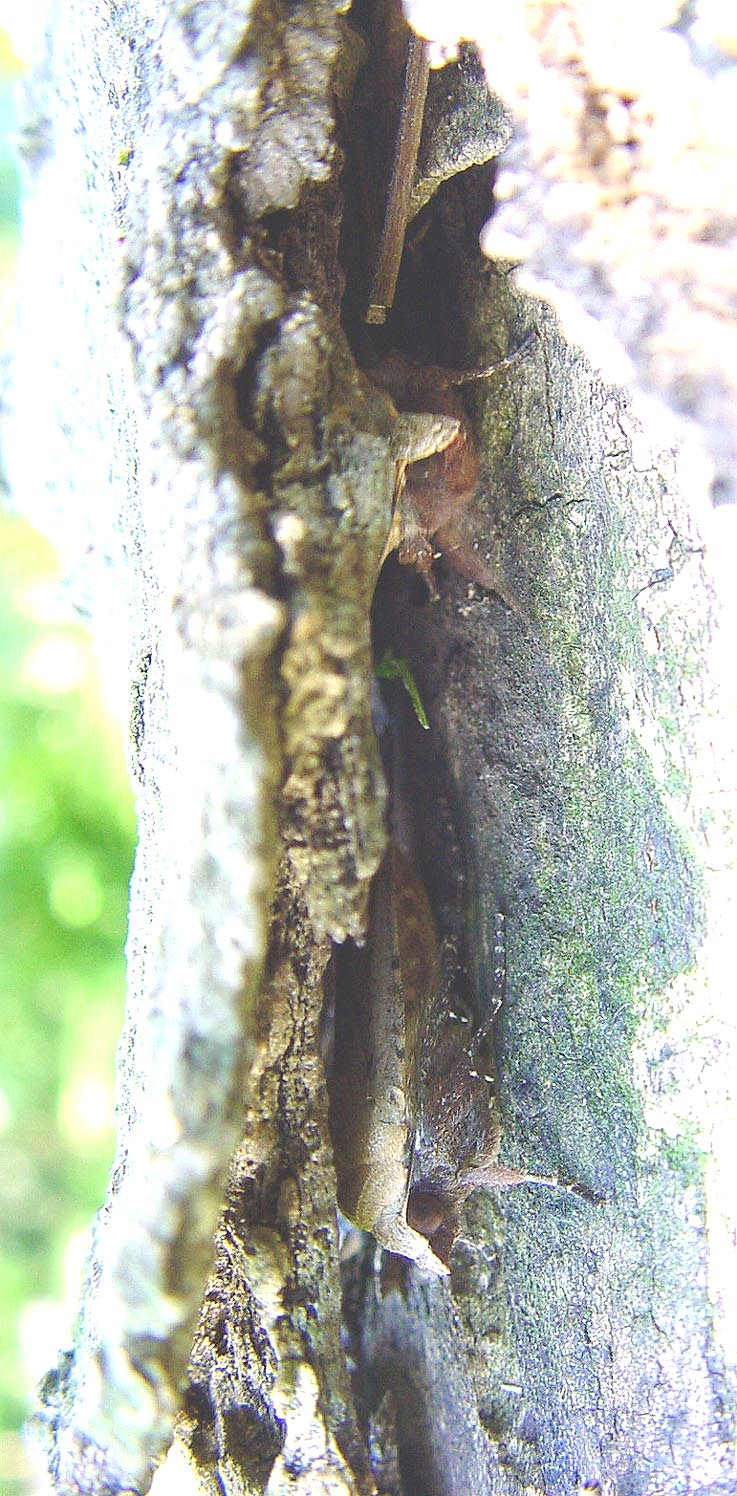
Las cortezas constituyen un nicho ecológico o un refugio para muchas especies de invertebrados: aquí, dos polillas se ocultan debajo de la corteza. También hay hongos, vertebrados (salamandras, anfibios, murciélagos), que buscan refugio en él de forma temporal o para pasar el invierno)

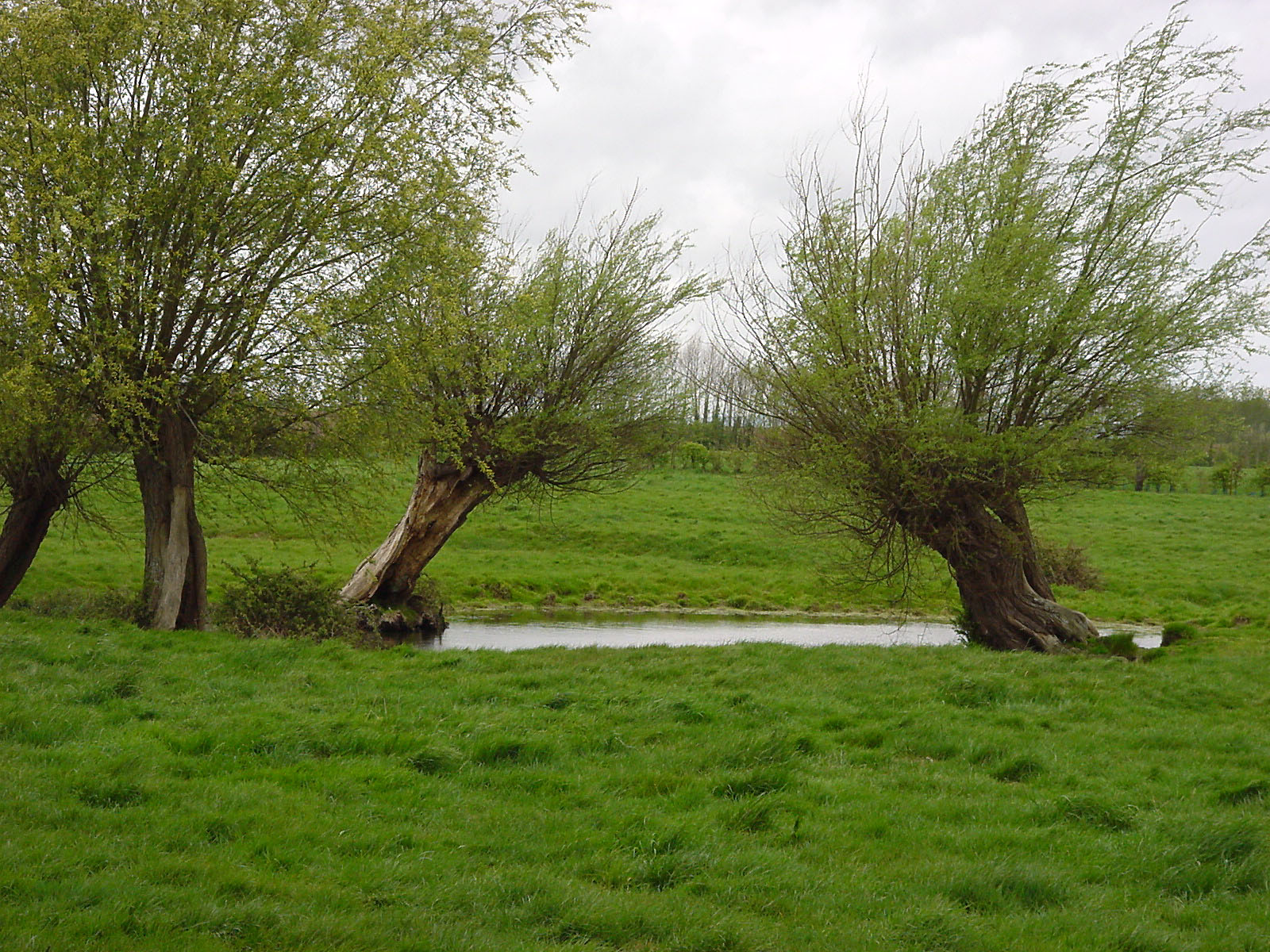
El sauce cortado puede vivir más que un sauce sin cortar

## Situación actual de la madera muerta en la silvicultura

### En Europa
En Europa del Este, los denominados bosques primarios contienen de 50 a 200 m³ por hectárea y hasta 400 m³ por hectárea de maderas muertas en poblamientos muy antiguos.
En otros lugares, los bosques europeos explotados tienen cantidades mucho más pequeñas (de 5 a 10 m³ por hectárea). El uso excesivo de la "limpia", es decir dejar el bosque libre de cualquier madera muerta y senescente, que fue durante casi medio siglo el modelo, es en última instancia perjudicial para el bosque mismo. El resultado es que no hay suficiente madera muerta y moribunda en los bosques gestionados hoy en día, que son el hábitat indispensable para muchas especies clave, vitales para el buen funcionamiento del ecosistema forestal y más allá, para la conservación de la naturaleza.
   "Hoy en día, los árboles muy viejos y la madera muerta se encuentran en un nivel crítico en muchos países europeos, particularmente debido a la falta de reconocimiento de su importancia y por las prácticas silvícolas inapropiadas en los bosques gestionados e incluso en áreas protegidas. Los bosques en Europa tienen un promedio de menos del 5% de la madera muerta que se esperaría en condiciones naturales. Incluso en áreas protegidas, a menudo no se permite que la naturaleza se exprese por completo."

Además, el déficit en madera muerta natural, de diversas edades y especies, requeriría varias décadas o más de un siglo para ser llenado; y se ve agravado por la creciente fragmentación de los bosques, por lo que se están llevando a cabo varios experimentos de creación de suministro de madera muerta. De hecho, cada vez es más obvio que la ausencia de madera muerta en el bosque causa diversos problemas.

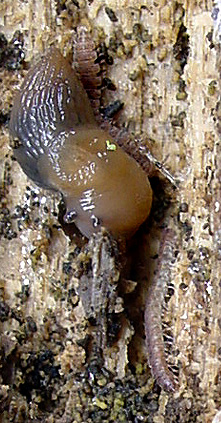
Debajo de la corteza muerta, el nicho ecológico se compone de muchas especies de invertebrados (por ejemplo: aquí, babosas y artrópodos) o los hongos y bacterias que descomponen

### Especies escasas
Debido a la creciente fragmentación de los paisajes y los bosques, muchas especies raras están presentes solo en sitios donde ha persistido una cantidad significativa de madera muerta durante cientos o incluso miles de años. Algunos de estos sitios ya no tienen árboles muy viejos que podrían morir rápidamente y mantener el suministro de madera muerta. Sin embargo, muchas especies saproxilófagas (especialmente insectos) no parecen tener un alto grado de poder de dispersión. En ausencia de corredores biológicos ricos en árboles muy viejos y madera muerta, las especies animales con baja capacidad de migración ya no pueden recolonizar desde otros territorios.

### La falta de néctar
La falta de madera muerta en el bosque también resulta en una falta de suministro de néctar y polen. Muchos insectos de madera muerta son saproxilófagos en la etapa larval, pero necesitan néctar en la edad adulta para encontrar la energía necesaria para volar a otros hábitats y para encontrar una pareja sexual. El polen es rico en proteínas que necesitan para producir huevos. Sin embargo, las flores son a menudo menos presentes en los bosques gestionados en el momento de la aparición de estas especies (finales de la primavera hasta principios de otoño) por la falta de claros soleados.
Los bordes de las carreteras eutrofizadas también son más pobres en las flores. Por estas razones, algunos autores recomiendan especies de plantas en el bosque que produzcan miel y néctar, incluyendo árboles y arbustos por ejemplo para Europa Occidental: El acebo (Ilex aquifolium), El manzano silvestre (Malus sylvestris), El peral silvestre (Pyrus pyraster), El serbal (Sorbus aucuparia), El viburno (Viburnum opulus), El aligustre común (Ligustrum vulgare) y La morera (Rubus fruticosus). Algunas especies especiales (como Aderus oculatus, que vive en madera de roble muerta) aprecian ciertas especies, como el saúco negro (Sambucus nigra), que no es muy conocido.

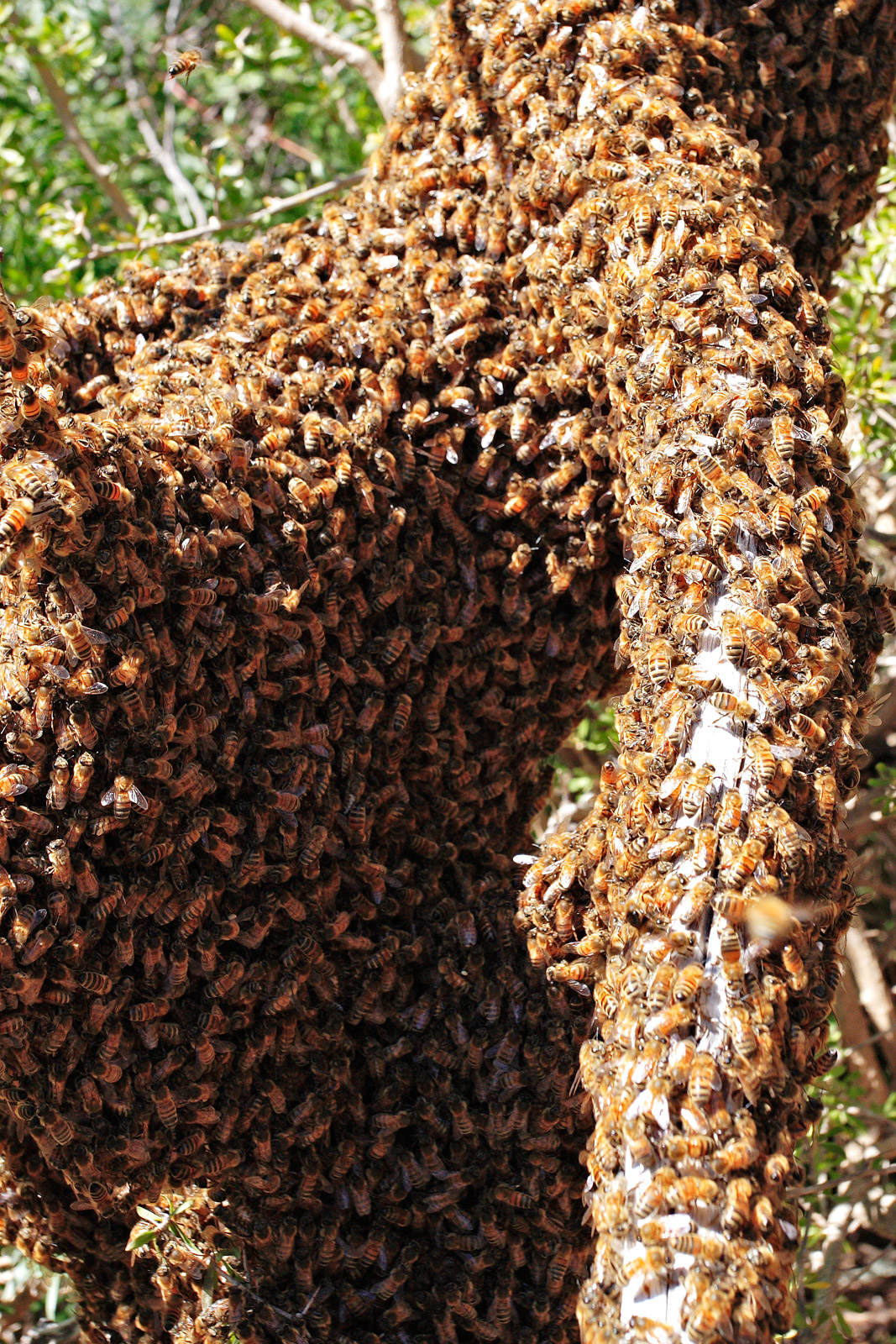
Un árbol caído sirve aquí como un apoyo a un enjambre de abejas.

## Causas de la muerte de los árboles o partes de ellos
Es de interés para el ecólogo porque influye en la composición futura de las comunidades saproxilófagas y la tasa de descomposición de la madera;
Se puede apreciar desde diferentes puntos de vista:
- Punto de vista biológico: Análisis de la etapa del envejecimiento y las causas primarias o secundarias (rotura, enfermedad, senescencia ...) de todo o parte del árbol en cuestión.
- Punto de vista ecológico y ecotoxicológico; ¿El árbol ha sido muerto por herbívoros o patógenos (parásitos o no) o una especie simbiótica, como resultado del desequilibrio? ¿Ha sido muerto como resultado de una tormenta, fuego, deslizamiento de tierra, avalancha, enfermedad? (Enfermedad en sí misma o posiblemente inducida por la sequía, etc.). ¿O fue un incendio, un rayo, etc.?
- Punto de vista de la naturaleza: Fue la causa de la muerte natural, o directa o indirectamente humana; la tala, los incendios forestales, enfermedades y parásitos, la contaminación, las guerras, drenajes que conducen a la sequía, las inundaciones por las presas hidroeléctricas, salinización, el lavado de oro, desequilibrio osmótico por absorción de la sal, la mortalidad de las especies invasoras (por ejemplo, ardilla gris en la UE), etc. En particular, la madera que ha absorbido contaminantes no biodegradables (plomo, radionucleidos) puede recontaminar el medio ambiente a través de la red hídrica. Desde este punto de vista, el cambio climático es una causa creciente de mortalidad que preocupa a los silvicultores.

La causa de la muerte del árbol cuando es identificable, puede ser una pista para analizar en su contexto, que puede tener una gran importancia potencial para el ecosistema (por ejemplo, la muerte natural, el tipo de descortezado, la exposición a un herbicida tóxico u otros (o la lluvia ácida), enfermedad contagiosa (chancro del castaño de indias, la enfermedad del olmo holandés, etc. sangrado).

La madera muerta puede contener varios metales pesados (especialmente plomo) o incluso radionucleidos acumulados durante la vida del árbol. Si es así no debe quemarse y no debe usarse para calentar hornos de pan o hornos de pizza, barbacoas, etc. No parece que se hayan estudiado los efectos retardados de estas toxinas en el ecosistema y las comunidades saproxilófagas.

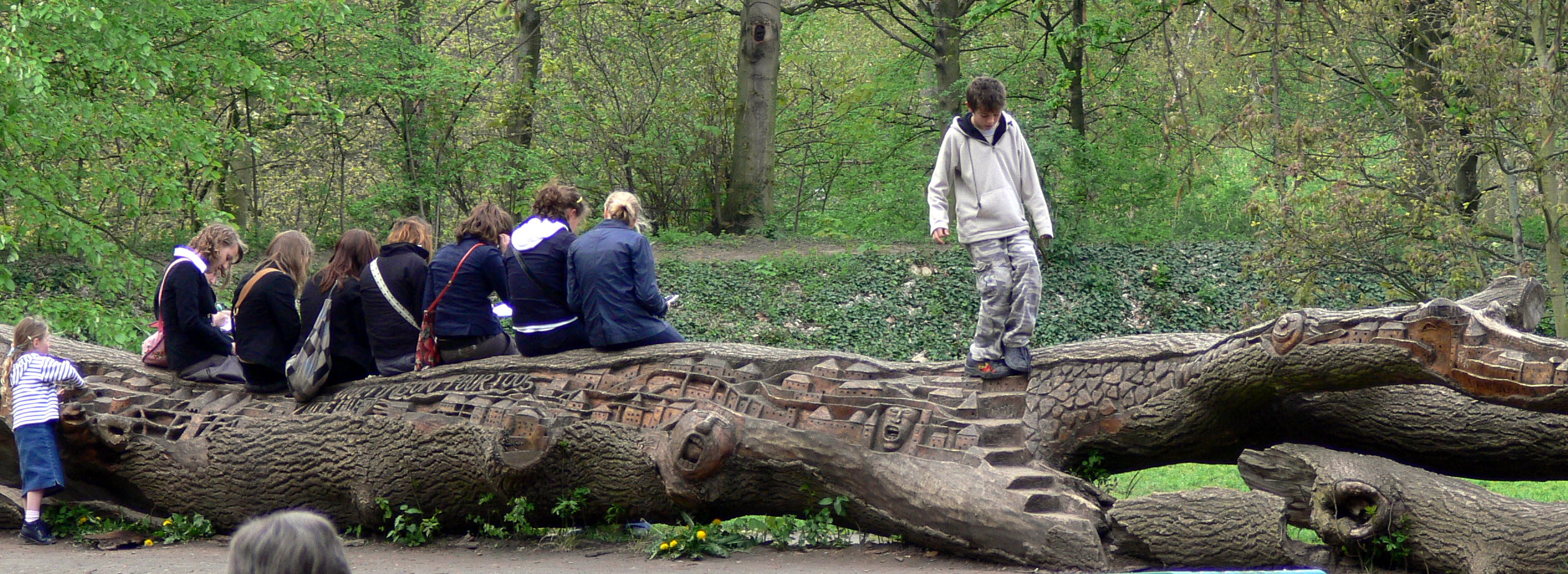
El tronco de un árbol derribado por el viento, cerca de una zona de paso, ha sido afianzado. Fue esculpido por un artista. Los estudiantes de secundaria de inglés han preferido sentarse en esta escultura, en lugar de utilizar los muchos bancos instalados en las inmediaciones. Este tronco no es colonizado por los organismos saproxylophages como sería sin la presencia casi constante del público. Lugar: Parque de la ciudadela de Lille

## Funciones ecológicas
La madera muerta adquirió una nueva importancia desde la década de 1970 y más hacia el final del siglo XX por sus muchos valores y características para el bosque, incluyendo:
- valor estructura (por ejemplo, anti-avalancha, lucha contra la erosión. También juega un papel importante en las cuencas colonizados por los castores está presente en los ríos o en las orillas o en forma de pequeñas represas que están limitando el estrés de agua y los efectos de la sequía, así como la reducción de inundaciones aguas abajo y la erosión a lo largo pequeñas corrientes forestales.
- valor de refugio (por ejemplo, para caza y otras especies (hormigas, pájaros carpinteros, peces, caracoles, babosas, etc.) y para las plántulas después de la germinación).
- valor del sustrato para algunas comunidades epífitas (musgos, líquenes, asociación bacterias-hongos ...)
- habitat[15] y fuente de alimento insustituible para una amplia comunidad de saprófagos que componen en gran parte de las especies en peligro de extinción, incluyendo también hongos necesarios para una buena germinación de muchas especies de árboles u otra plantas.
- los hongos son especies clave.
- en Europa central, una cuarta parte de los escarabajos pasan parte de su vida de desarrollo en la madera muerta donde los hongos les ayudan a digerir la celulosa y la lignina.[12]
- como fuente de humus forestal y como una fuente beneficiosa de hongos, algunos de los cuales son simbióticos de los árboles
- porque juega un papel importante en el ecosistema forestal, es un eslabón esencial en la red alimenticia de los bosques naturales.

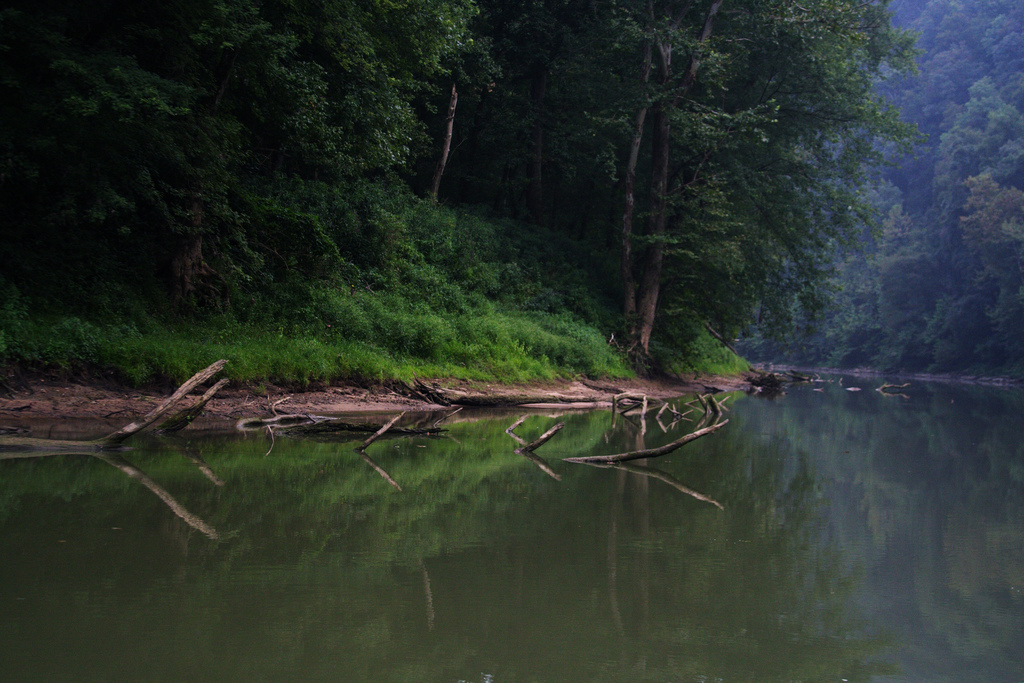
La madera muerta inmersa es, a lo largo de los bosques ribereños (o por abajo), otro tipo de nicho ecológico

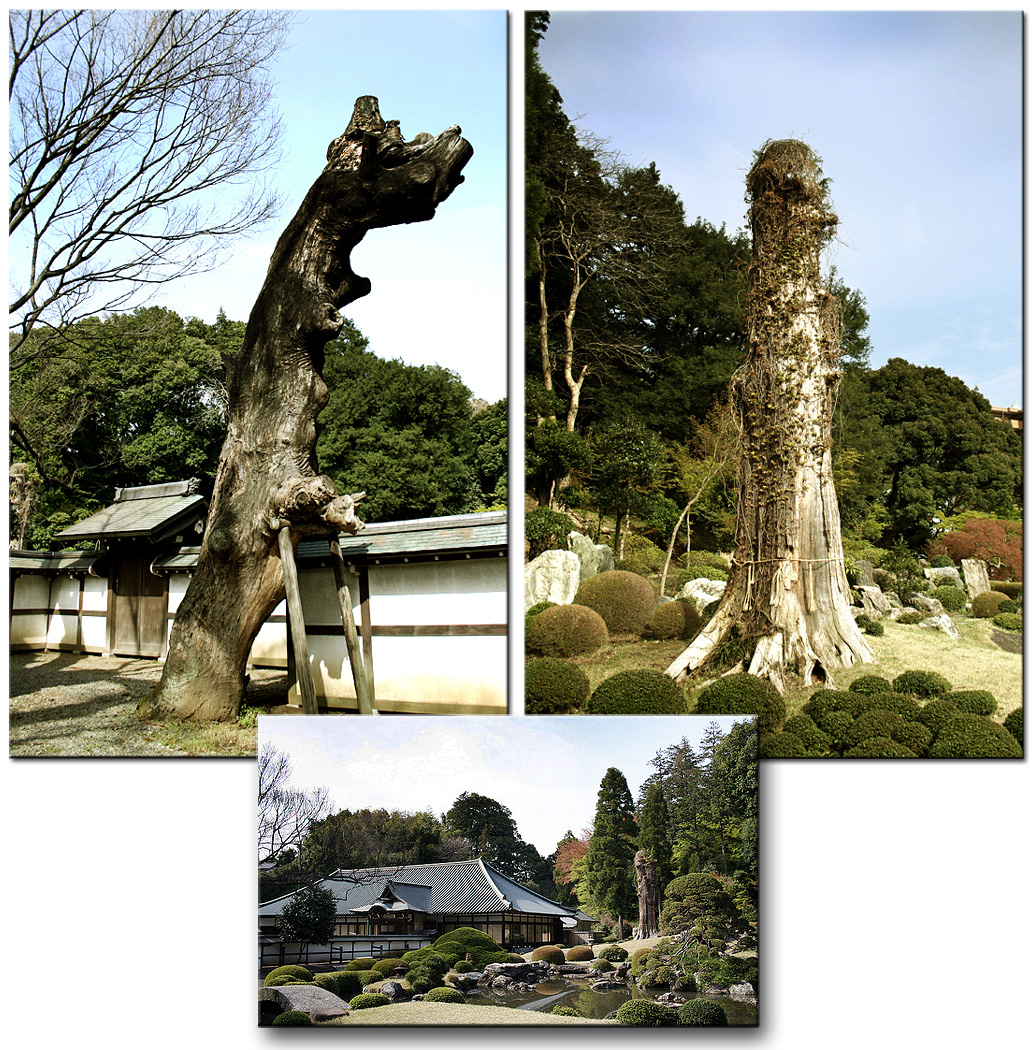
En Japón, alrededor de los templos y cementerios, los árboles muertos a menudo son conservados

- porque juega un papel importante en el ciclo del carbono, o incluso como sumidero de carbono que algunos bosques u otras turberas pueden producir.

## Uso de los recursos de madera vieja y madera muerta
Ahora se acepta que los organismos saproxylophagous constituyen una gran parte de la biodiversidad forestal. Algunos autores, sobre la base de los análisis de correlación entre el suministro de madera muerta y la diversidad de especies, incluso consideran que medir el volumen y la diversidad de la madera muerta es un muy buen indicador de la biodiversidad forestal. Sin embargo, aún se discute qué podría ser un "buen manejo de la madera muerta" y la cantidad ideal de madera muerta a conservar. El silvicultor o el arbolista todavía se enfrentan con consejos contradictorios.
En algunas áreas era común quemarla en el lugar (quemado), lo que podría ser una fuente de incendios forestales y de degradación del suelo sin esta fuente de materia orgánica. Varias autoridades o fuentes de asesoramiento en algunos países aún pueden recomendar la quema de ciertos tipos de madera (por ejemplo, la muerte de fitopatologías consideradas contagiosas, como la niebla del peral y del manzano o la enfermedad del olmo en Europa, por ejemplo). En la zona del Mediterráneo, "limpiar" los bosques de su madera muerta y el matorral a veces es una obligación.
Los responsables que desean manejar su bosque de forma más ecológica, que desean conservar madera muerta, a menudo eligen agruparla en hileras, en la repoblación forestal o al borde de una carretera o parcela. Por otro lado, buscan imitar la naturaleza y mantenerla dispersa donde ha caído, simplemente eliminando las pistas y las pistas o caminos forestales, lo que implica promover una regeneración natural, este método no es compatible con la plantación. hileras de plántulas del vivero. Otros lo dejan en arroyos o depresiones húmedas donde puede haber sido acumulado durante las cortas (puede ser una fuente de contaminación del agua). A veces solo conservan "pequeños troncos" y tocones. En otros lugares, los gerentes proponen desarrollar la madera pequeña (fabricando carbón).

## Gestión restaurativa
Muchos experimentos se han llevado a cabo con éxito en las últimas décadas, particularmente en el Reino Unido y Suiza para restaurar o aumentar el "suministro de madera muerta" y facilitar su colonización mediante la sucesión de especies saproxílicas. En Francia, la Grenelle de l'Environnement ha planificado un plan de restauración titulado "Vieux-bois". Experimentos de sensibilización y restauración existen, incluso en Ile-de-France o en ciudades grandes, densas y poco arboladas como Lille.
Existen diversos métodos, posiblemente complementarios de gestión:
- importar madera muerta y en descomposición si no hay ninguna en el sitio, o troncos muertos grandes, asegurados si se encuentran en un área de paso).
- matar algunos árboles manteniéndolos en posición vertical. Esto se hace anillando en lugar de usar un herbicida.
- acelerar la producción de madera muerta o senescente en árboles vivos y no viejos.
- mediante una poda apropiada (dicha veteranización entre los ingleses, Ted Green ha sido en el Reino Unido el promotor de este método, también probado en Francia, por la ciudad de Lille, por ejemplo. El podador se asegura de que sus cortes imitan las ramas naturalmente rotas por el viento, para facilitar un proceso de colonización que imita lo que ocurre en la naturaleza.
- no tratar lesiones graves causadas por tormentas, rayos o animales.
- disponiendo de madera muerta ya colonizadas[18] contra los árboles recién muertos o más de edad, posiblemente por troncos caídos.[19]
- podando árboles para mantener sus cavidades.
- aplicando pedazos de madera muerta y hueca a troncos o ramas grandes a varias alturas para reconstruir una cavidad y suministro de madera muerta y una fuente de colonización por las comunidades saproxilófagas.

Estas experiencias generalmente se refieren a parques urbanos o privados, campus universitarios y, más raramente, bosques de producción.

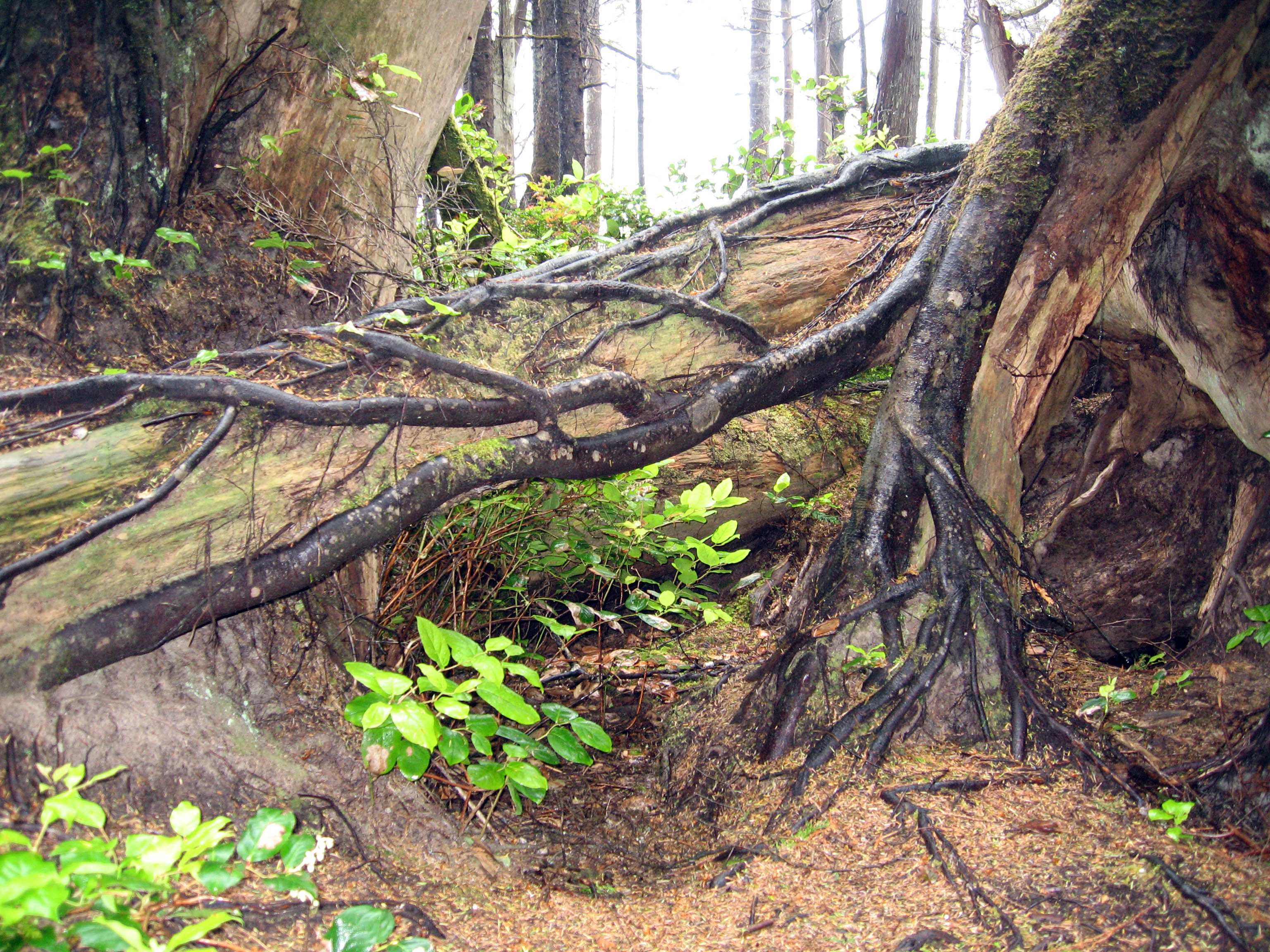
En la naturaleza, especialmente en entorno pobres, la madera muerta es a menudo utilizada directamente por las raíces de otros árboles, que la utilizan a medida de su descomposición

## Creación de hábitats alternativos

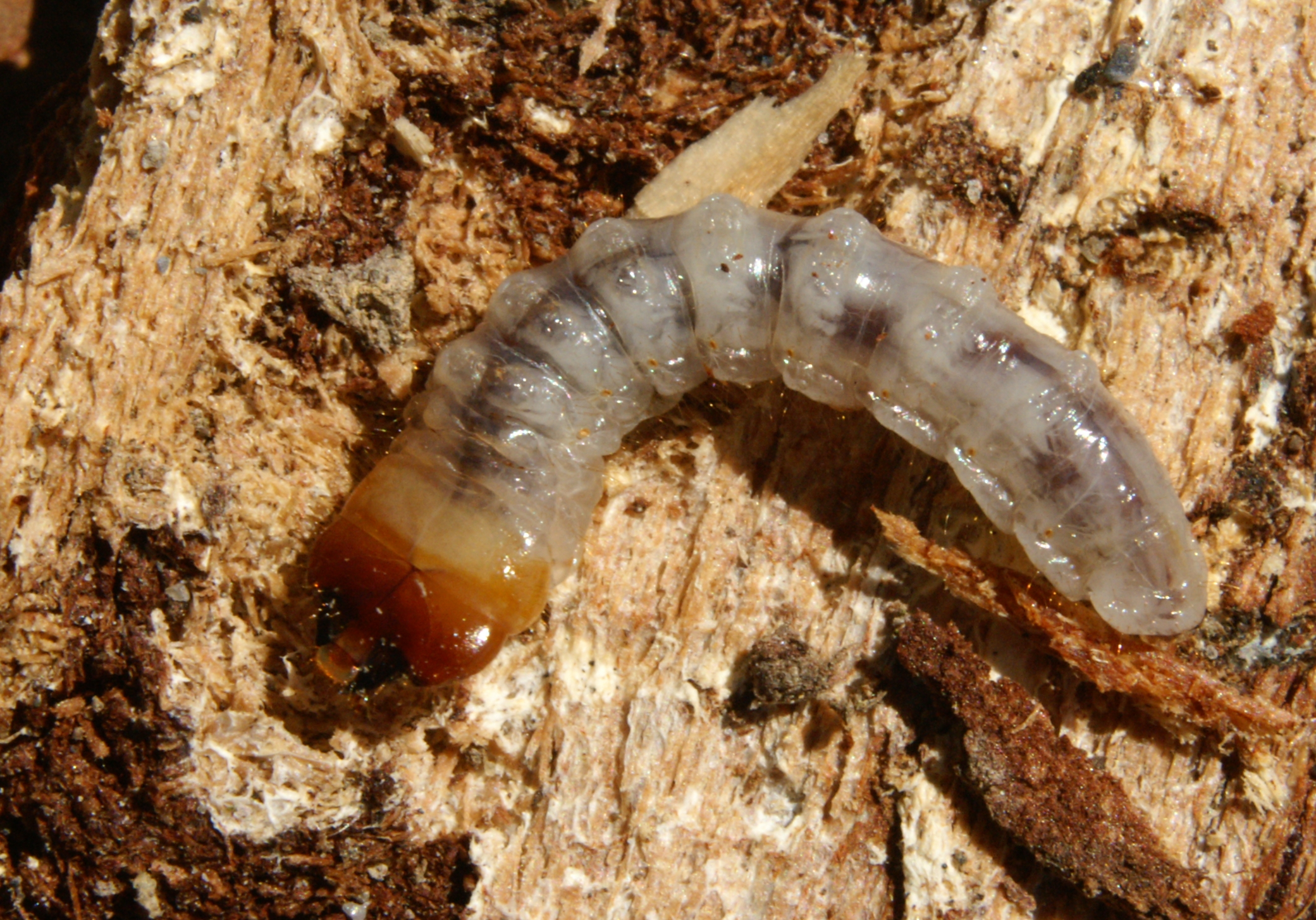
Muchos invertebrados pueden contribuir al proceso de descomposición de la madera y la producción de humus en el bosque

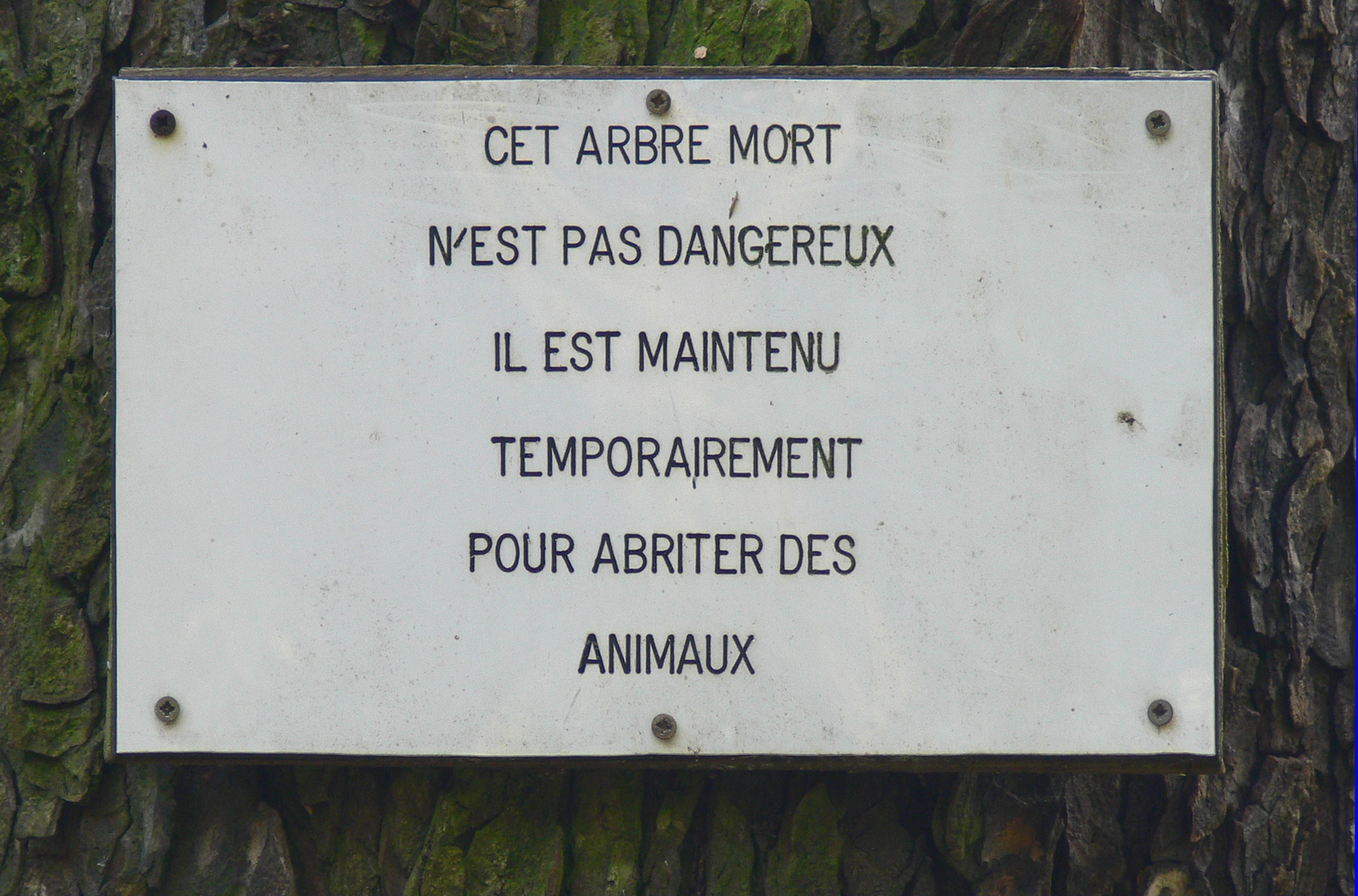
Esta placa para el público indica que los grandes árboles muertos, que son retenidos por el municipio para permitir la supervivencia de los hongos, invertebrados, aves, murciélagos, que dependen de la madera muerta, han sido previamente puesto en seguridad, y que están siendo observados. (Aquí en el Jardín de Vauban, cerca del centro de Lille (Norte de Francia)

La biología de la conservación tiene por objeto permitir procesiones de saproxylophagos para sobrevivir, mientras su hábitat está desapareciendo o ha desaparecido, y se necesitan de 200 a 600 años para producir árboles que les convienen. En la zona tropical la situación es muy variada, ya sean bosques primarios (en fuerte regresión), plantaciones secundarias o completamente artificiales (palma africana, eucalipto ...).
Las redes de conservación de reservas biológicas integrales y zonas más ricas de la madera muerta en los bosques gestionados se alienta en los bosques privados y por las principales organizaciones no gubernamentales (Greenpeace, WWF, The amigos de la Tierra) y las etiquetas ecológicas, así como algunas instituciones (UICN, la Unión Europea ...), pero la madera muerta protegida por preocupaciones ambientales hasta la fecha es sólo una pequeña proporción de las áreas forestales gestionadas.
Además, recientemente ha surgido que la conectividad de los elementos de madera muertas entre ellos fue un factor clave en la colonización de árboles recientemente muertos, un factor que generalmente no ha sido considerado en las estrategias de los administradores forestales.
Algunas estrategias posibles son:
- Isletas de envejecimiento que son "una pequeña plataforma que ha superado los criterios óptimos para la explotación económica y tiene un ciclo silvícola ampliado que puede ser el doble. El bloque puede estar sujeto a intervenciones silvícolas para que los árboles en la plataforma principal conserven su función productiva. Se cosechan al vencimiento y de todos modos antes de la depreciación económica de la planta del pie. El islote también se beneficia de una aplicación ejemplar de medidas a favor de la biodiversidad (árboles muertos, árboles con cavidades ...). Una isla se materializa discretamente en el suelo y se divisa según el plan.
- Claros de senescencia definidas como pequeños paraje dejado en libre evolución sin intervención y conservadas hasta su final físico, es decir hasta el colapso de los árboles. Preferentemente compuesta de árboles de escaso valor económico y un especial valor biológico (cavidades grandes de madera, madera vieja senescente ...). Estas islas no tienen una distribución uniforme en el espacio, son preferencialmente reclutados en lugares poco accesibles. Estos islotes se eligen fuera de los lugares frecuentados por el público por razones de seguridad y responsabilidad.
- Cuando ya no hay más madera muerta, algunos árboles de menor valor económico o sin valor pueden ser sacrificados por anillamiento para ayudar a recrear un suministro de madera muerta.
- Los árboles urbanos y los árboles enanos o podados pueden en cierta medida proporcionar un hábitat alternativo para las especies forestales que viven en árboles senescentes, pero a menudo están demasiado aislados para la colonización por especies de bajo movimiento, y las zonas urbanas y el borde de la carretera pueden bioacumular plomo y otros contaminantes o exponerse a la contaminación crónica dañina para las complejas comunidades saproxilógenas. Permiten al menos albergar procesiones simplificadas de las especies más ubicuas.

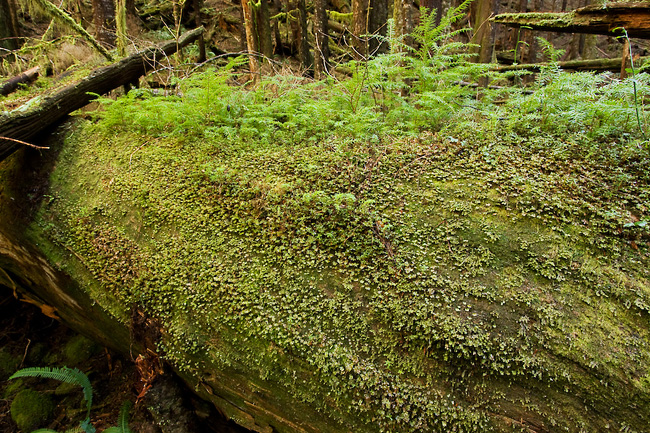
"El baúl de la guardería" es característico de los bosques primarios o de alta naturalidad. Estos troncos (acostados o de pie) muertos a menudo cubierto con una fina capa de musgo pueden ser significativamente húmedos, incluso en período seco, gracias a las sustancias, mucilaginosas. Ofrecen un punto de partida para las plantas de semillero. (Tsuga heterophylla). La humedad retenida por los troncos también es apreciado e incluso necesaria para varias especies de invertebrados (babosas, caracoles, insectos, etc), en particular consumida por las salamandras sin pulmones (muy sensibles a la desecación)

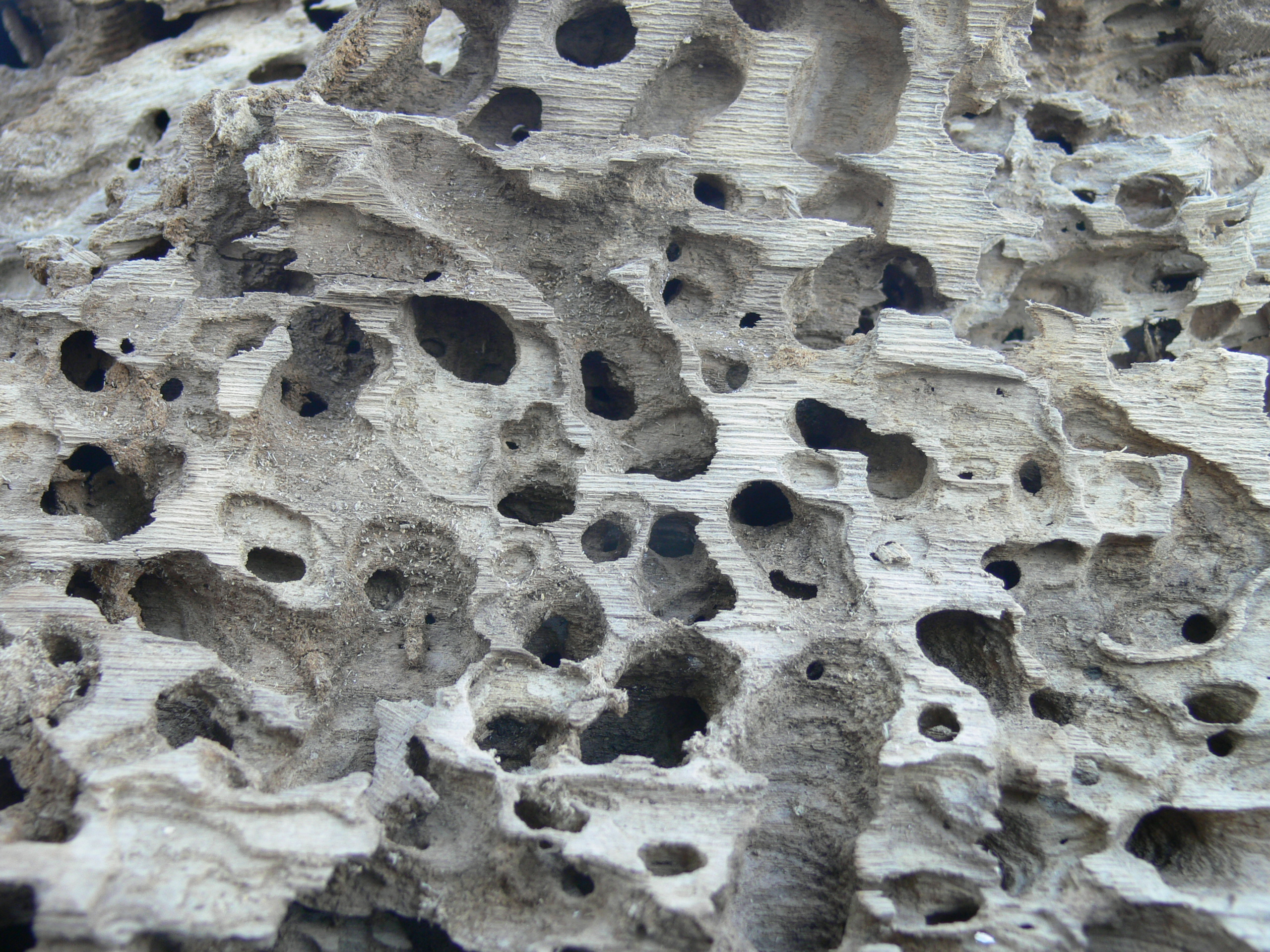
El corazón de un tronco de un árbol dañado por una tormenta, y consumido por los insectos saproxylophagos (escarabajos). Ubicación: Ciudadela (Lille)

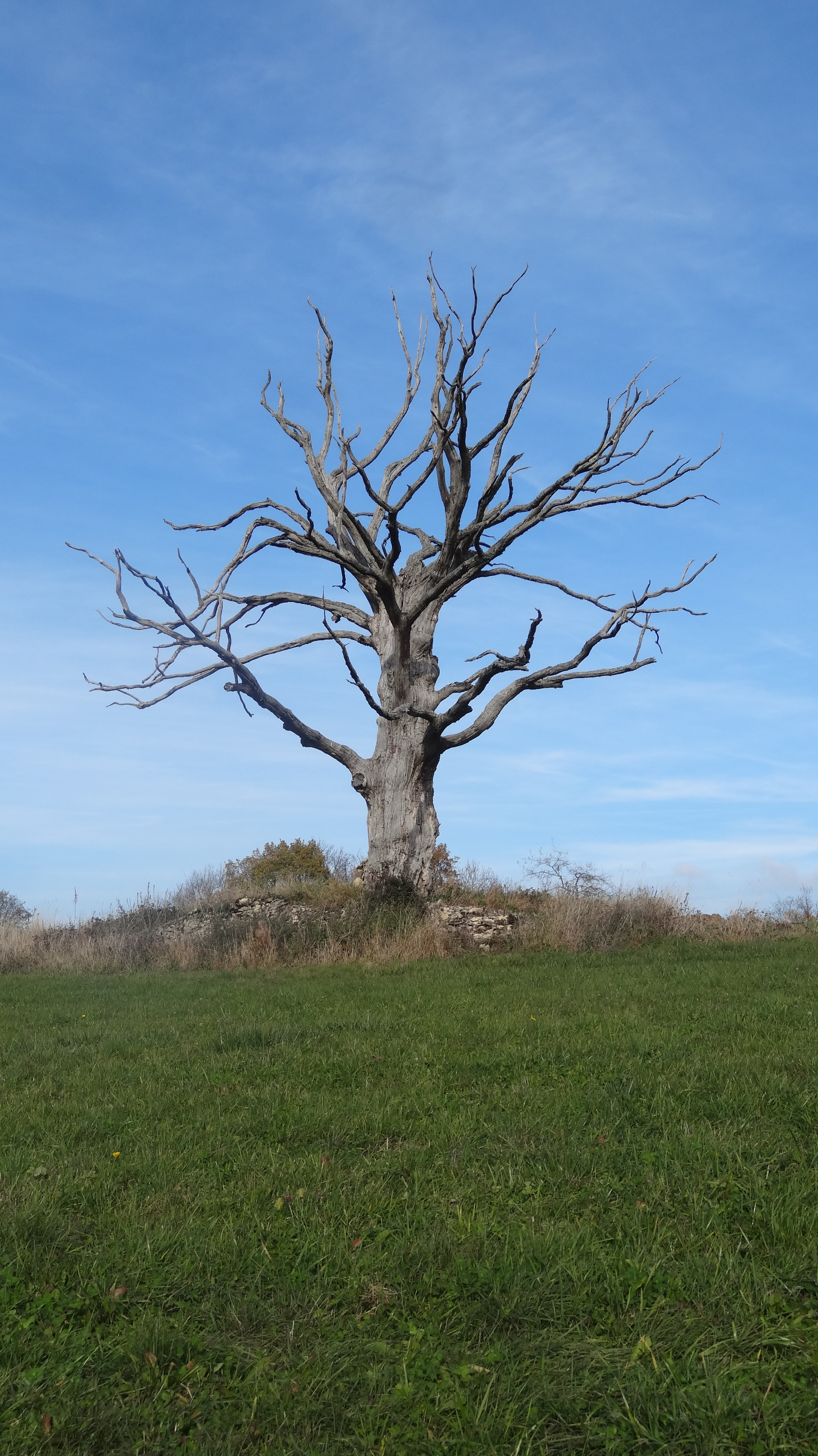
Un árbol completamente muerto

## Galería de imágenes

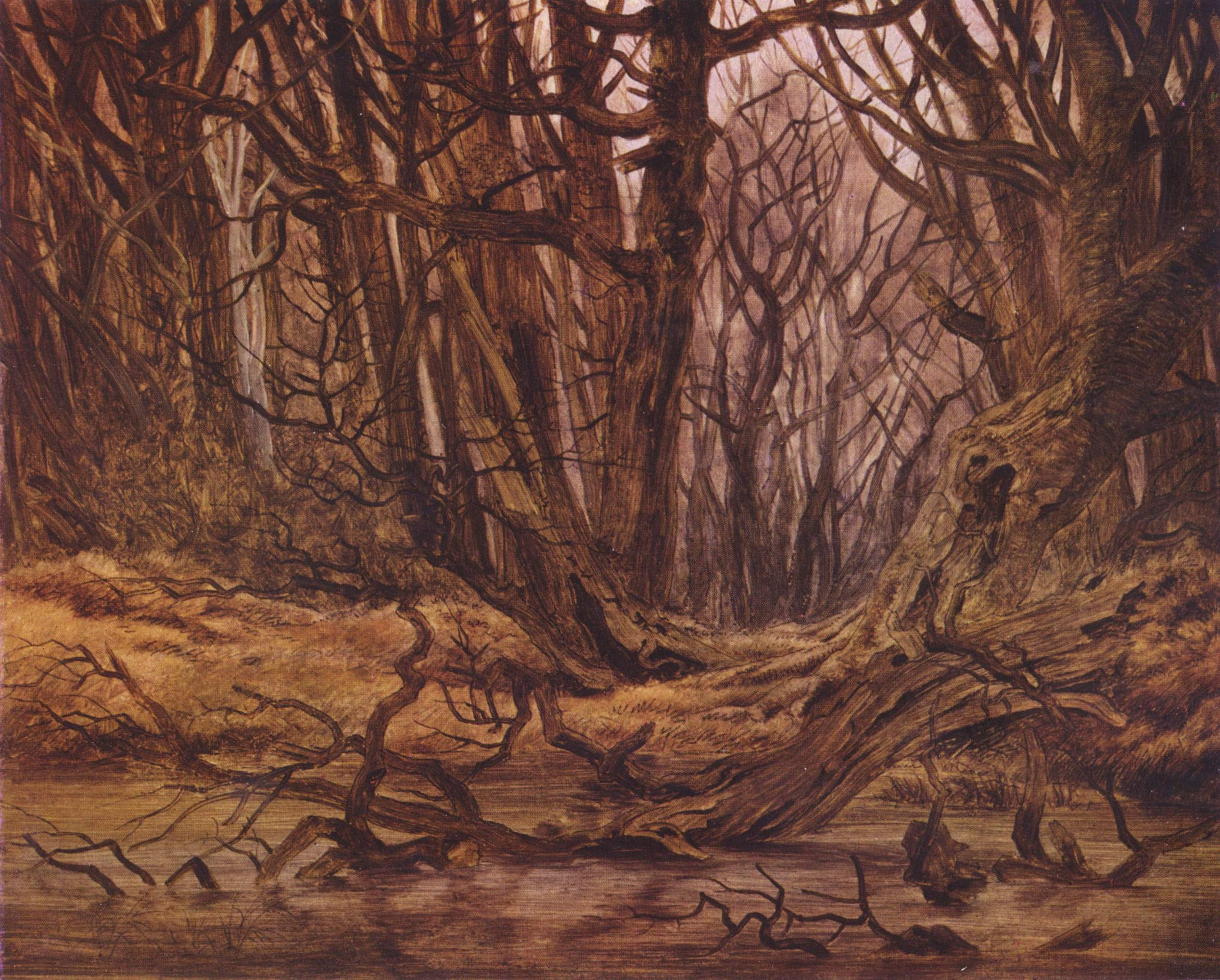
Cuadro de Caspar David Friedrich
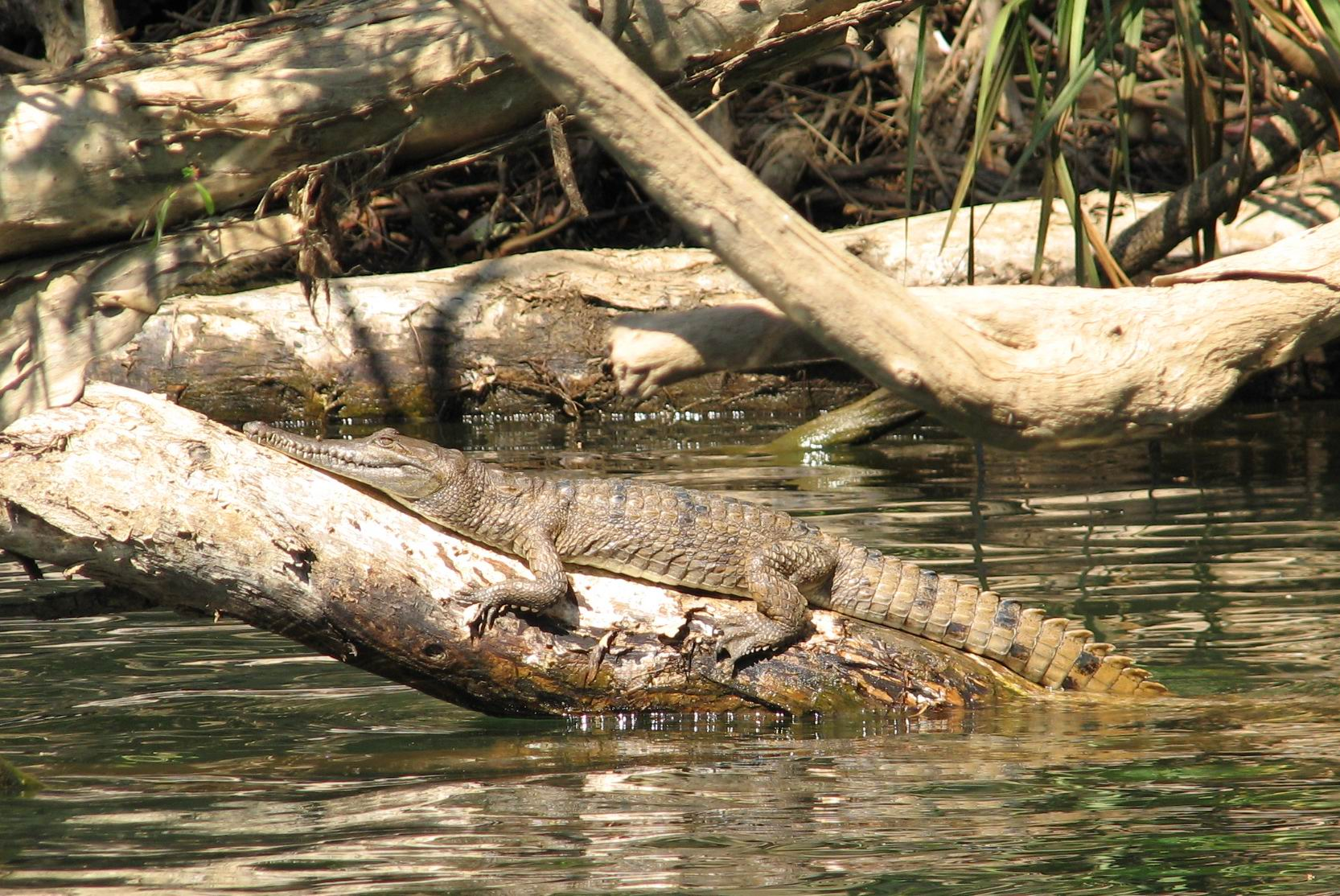
Troncos caídos con reptiles
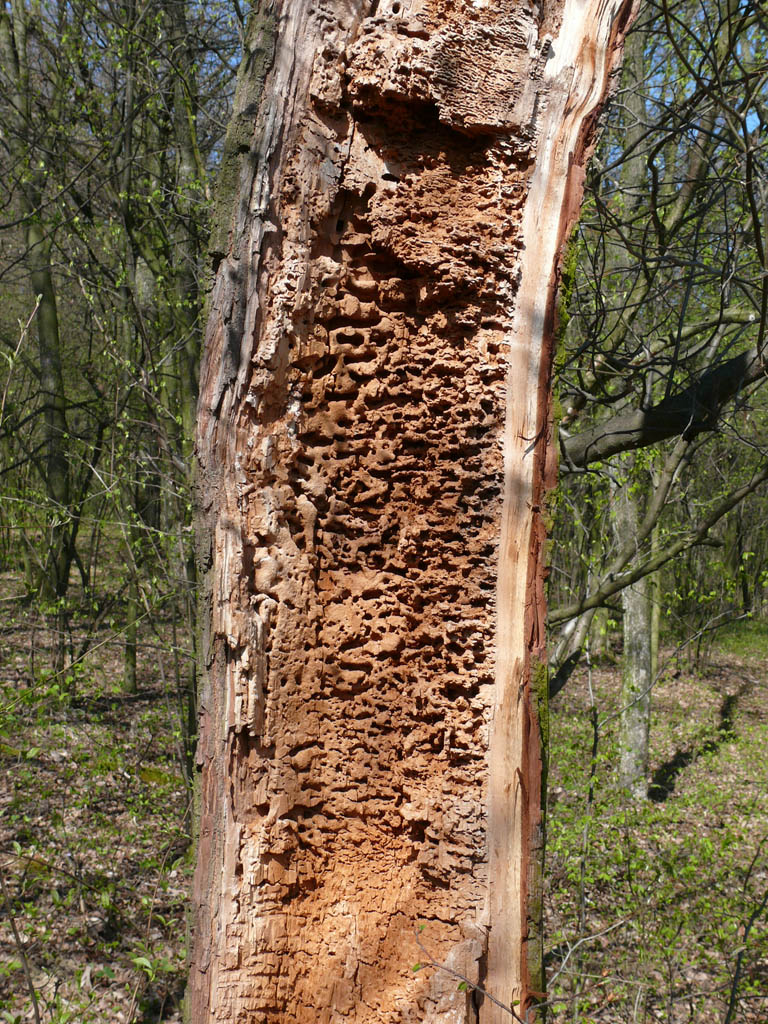
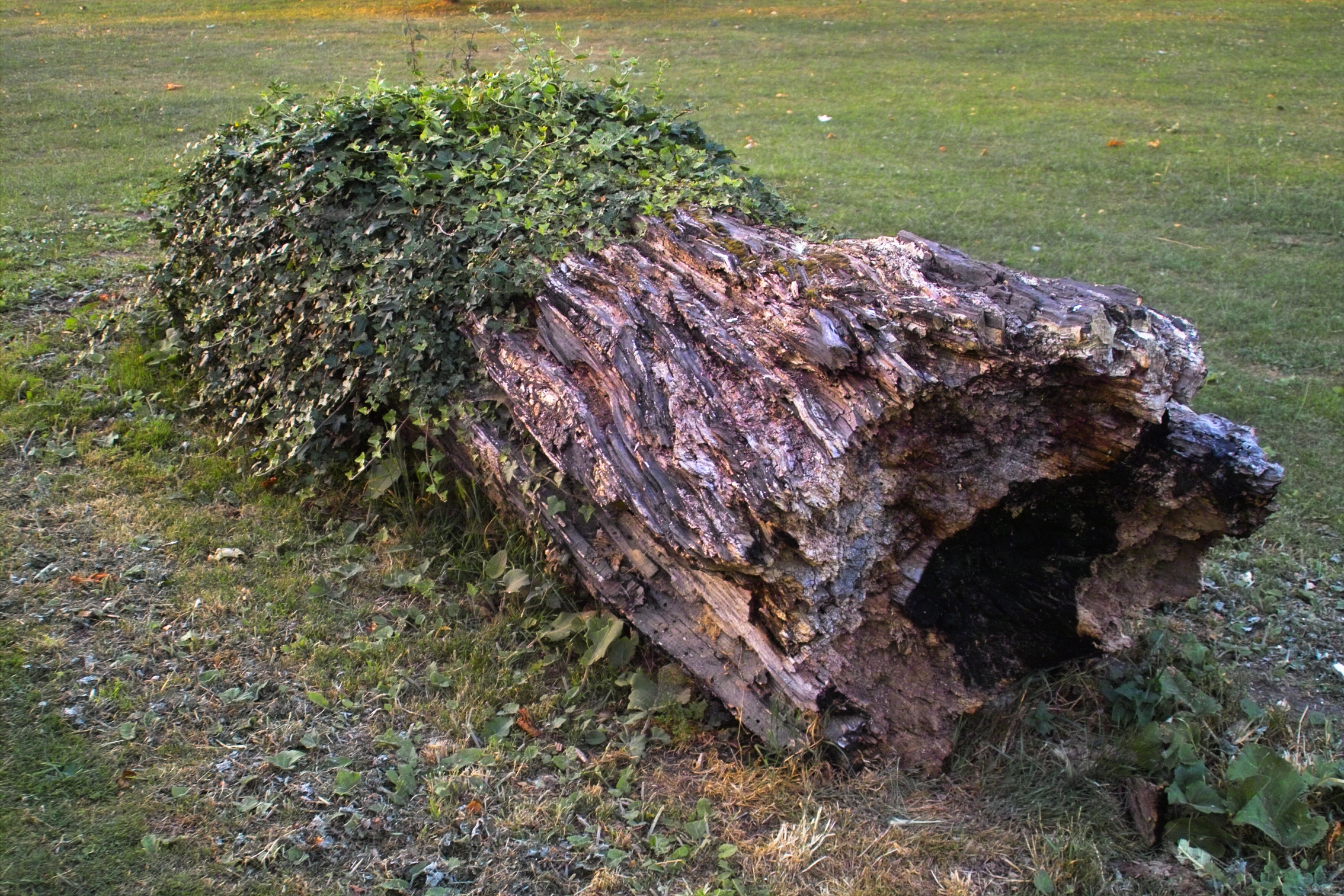
Resto de tronco caído
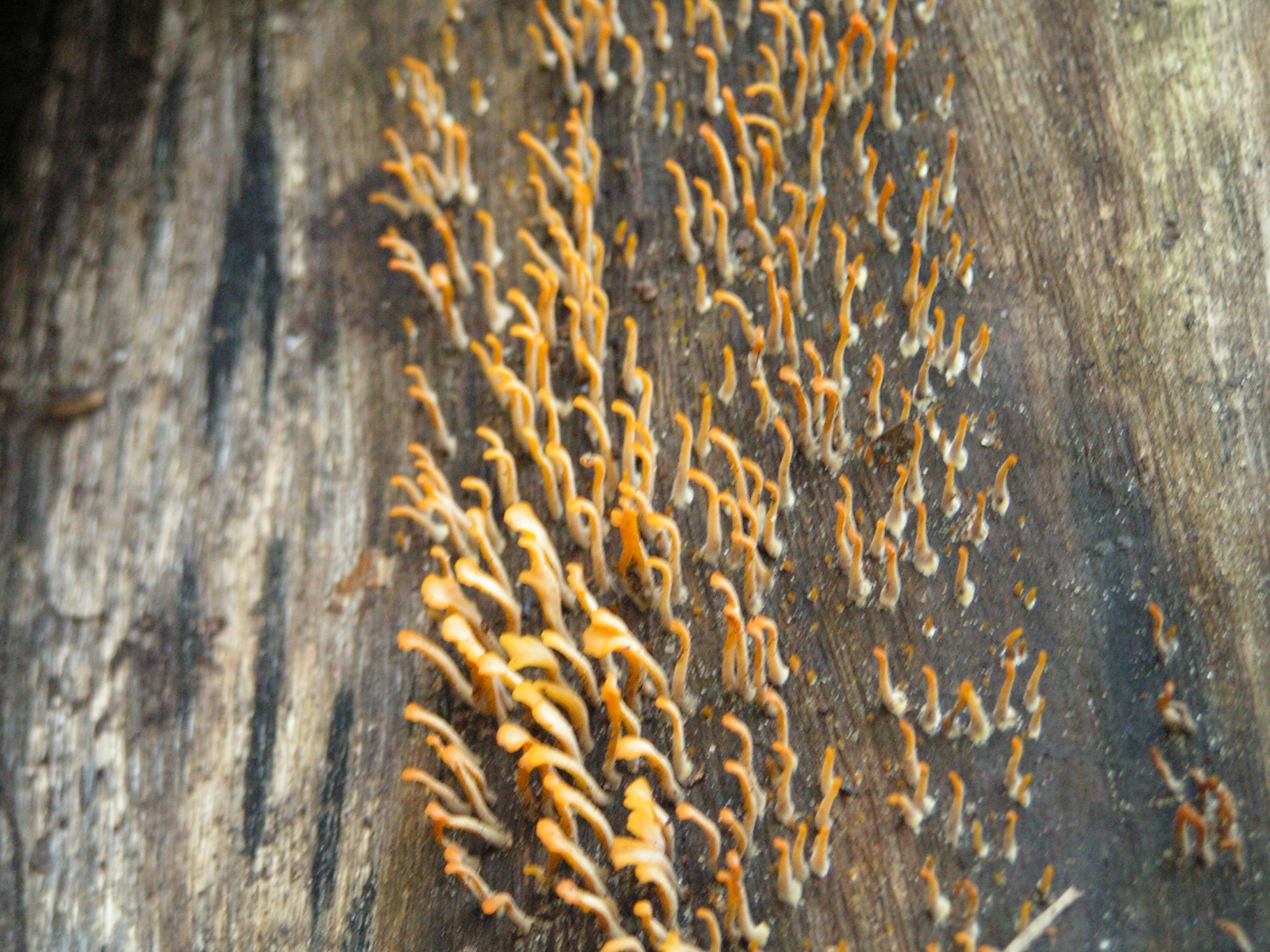
Hongos colonizando un tronco.
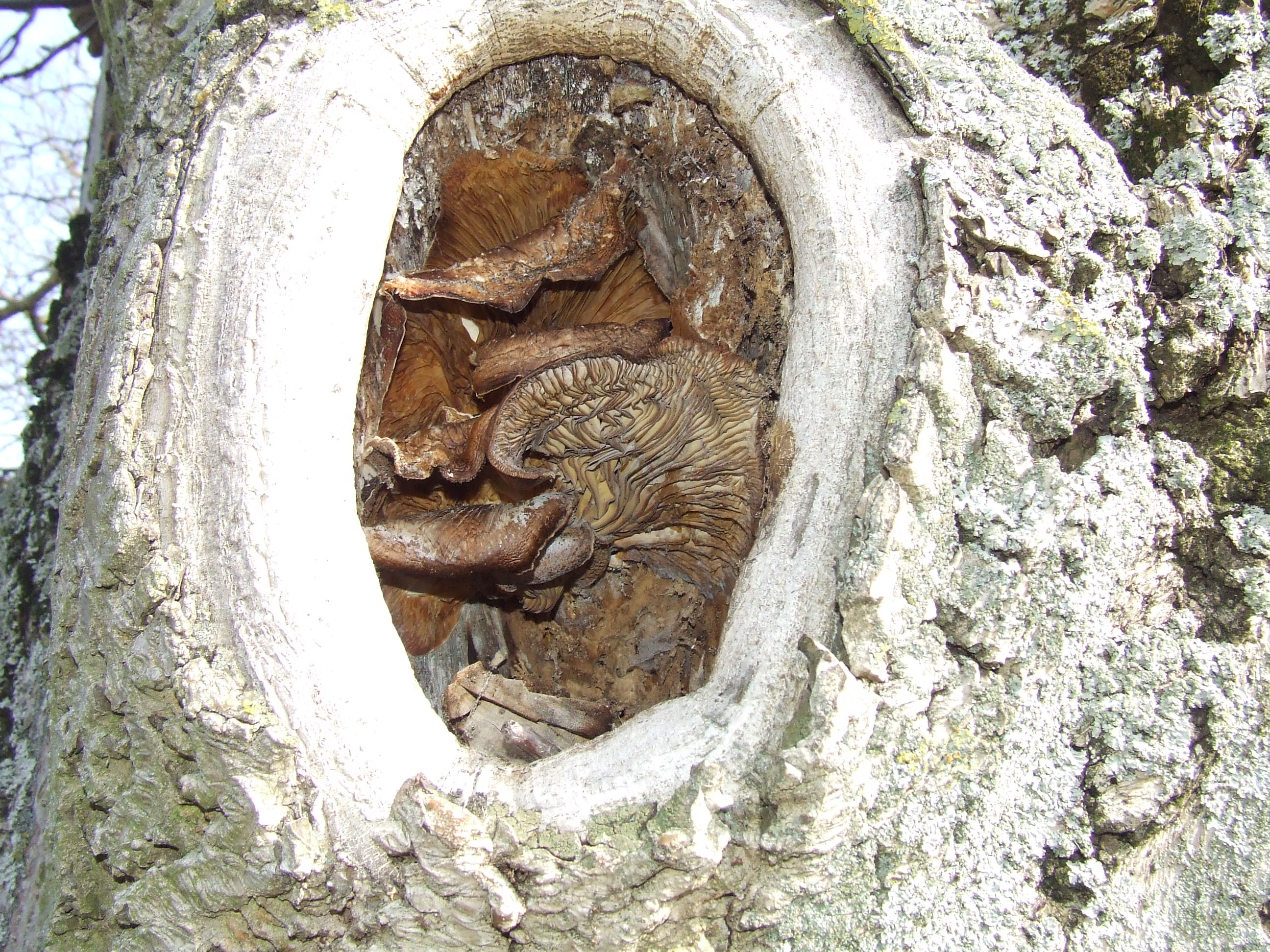
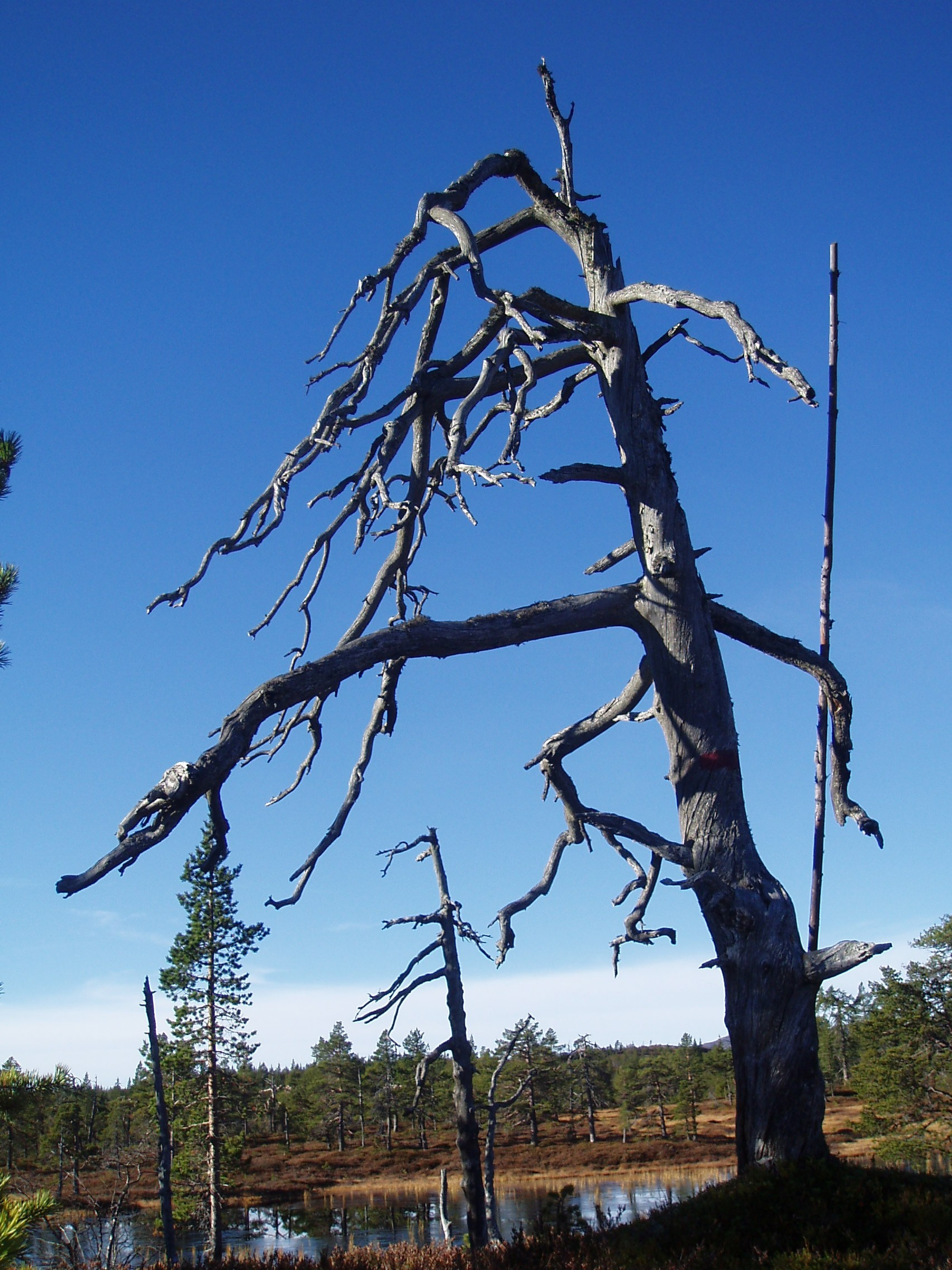
Pinus sylvestris muerto naturalmente. Este de Noruega.
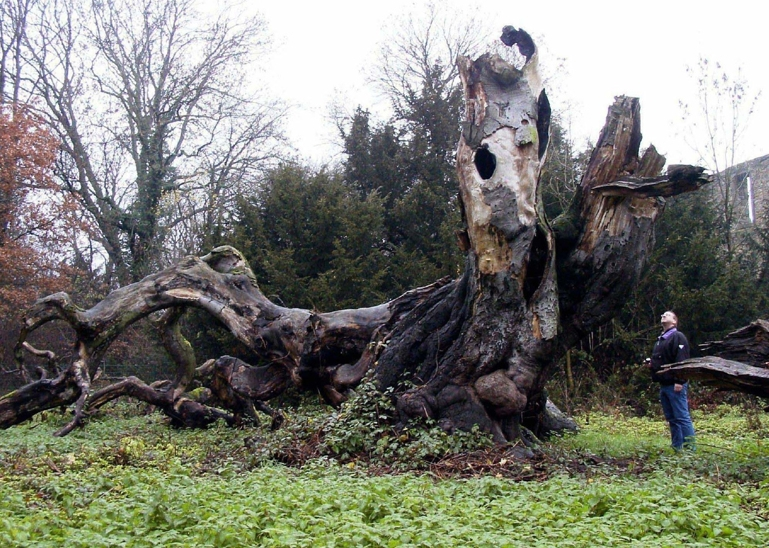
gran haya tortuosa muerta
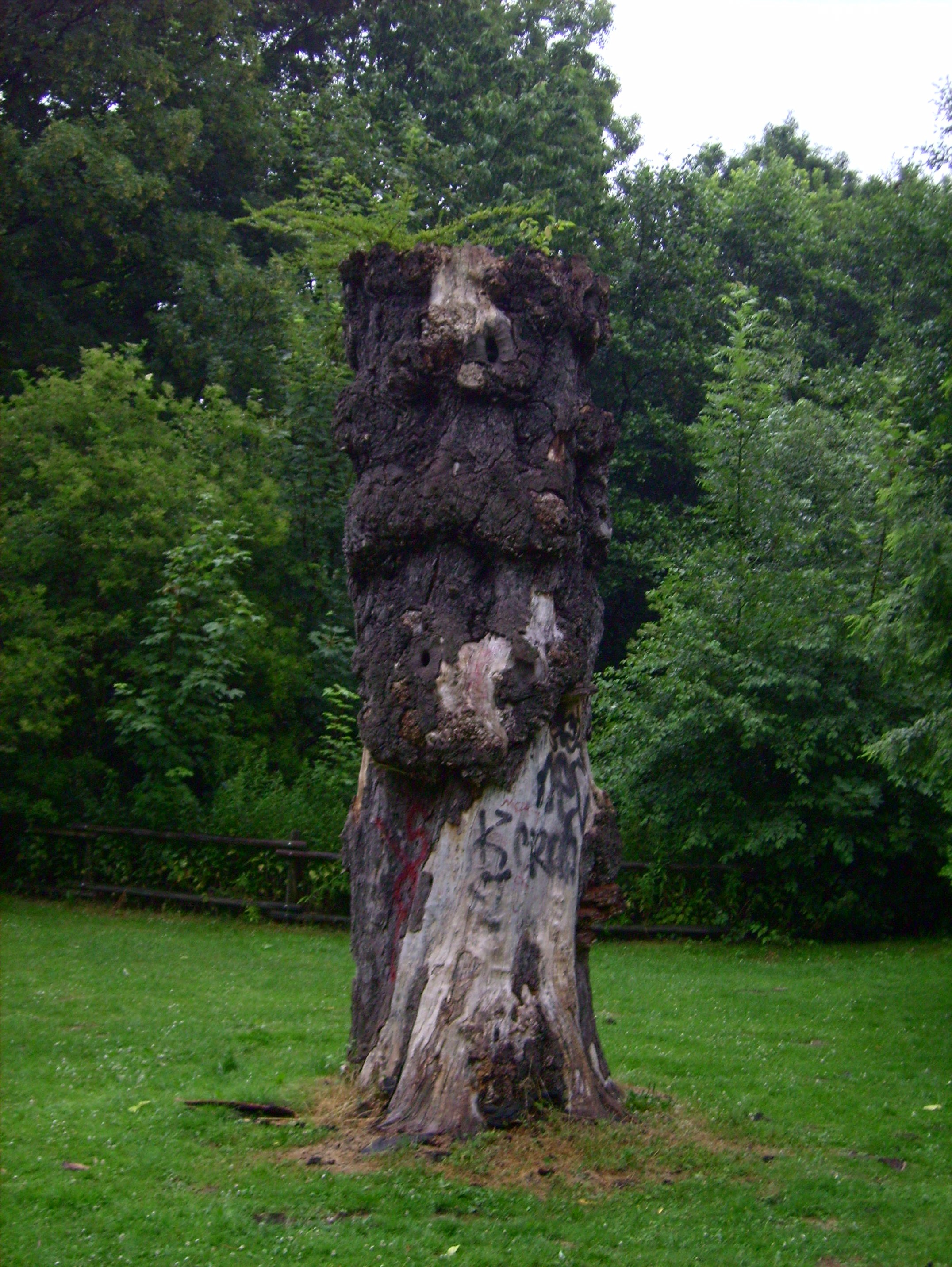
Tronco en una pradera.
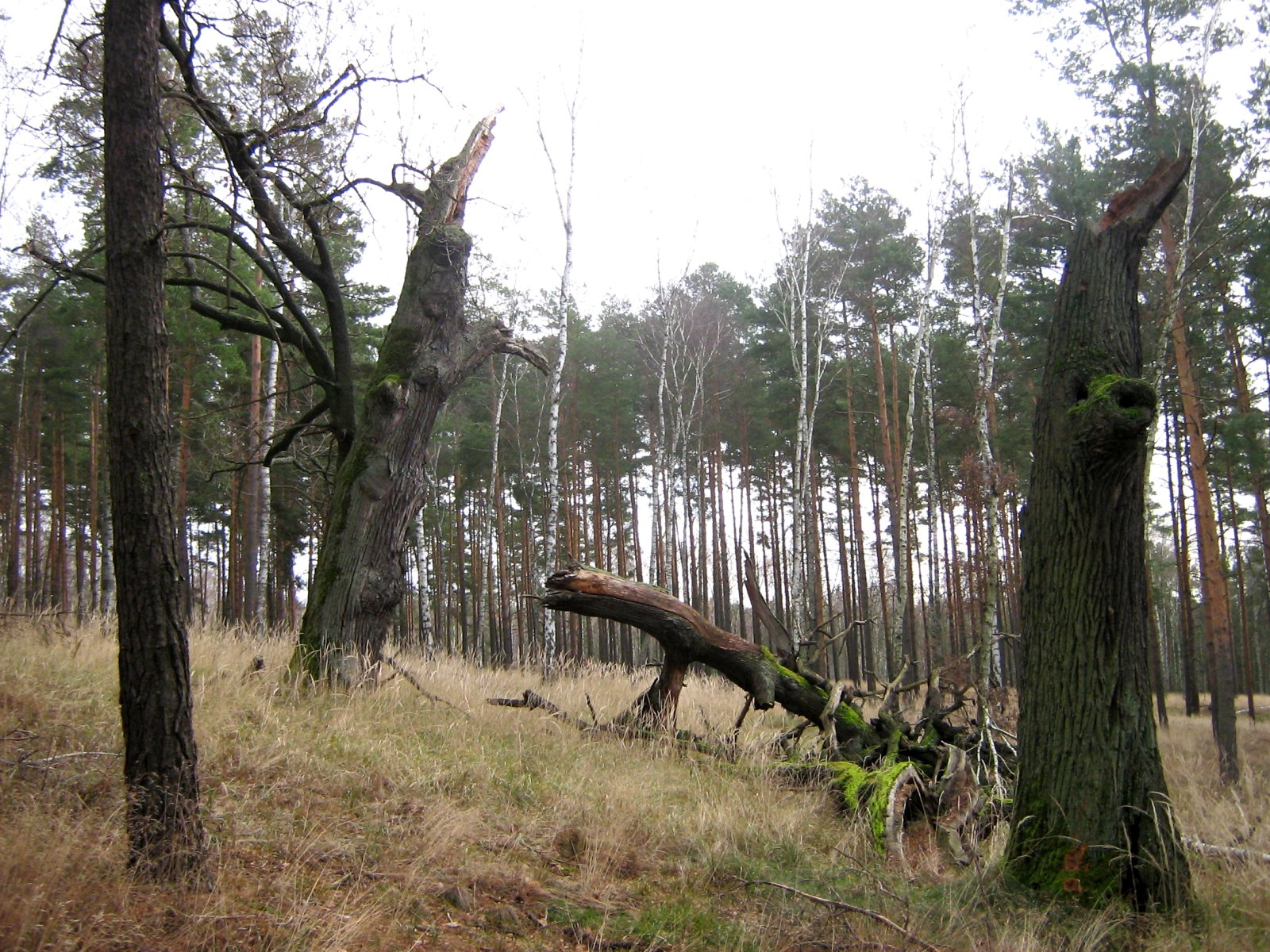
Landkreis Dahme-Spreewald, Brandenburg (Alemania).
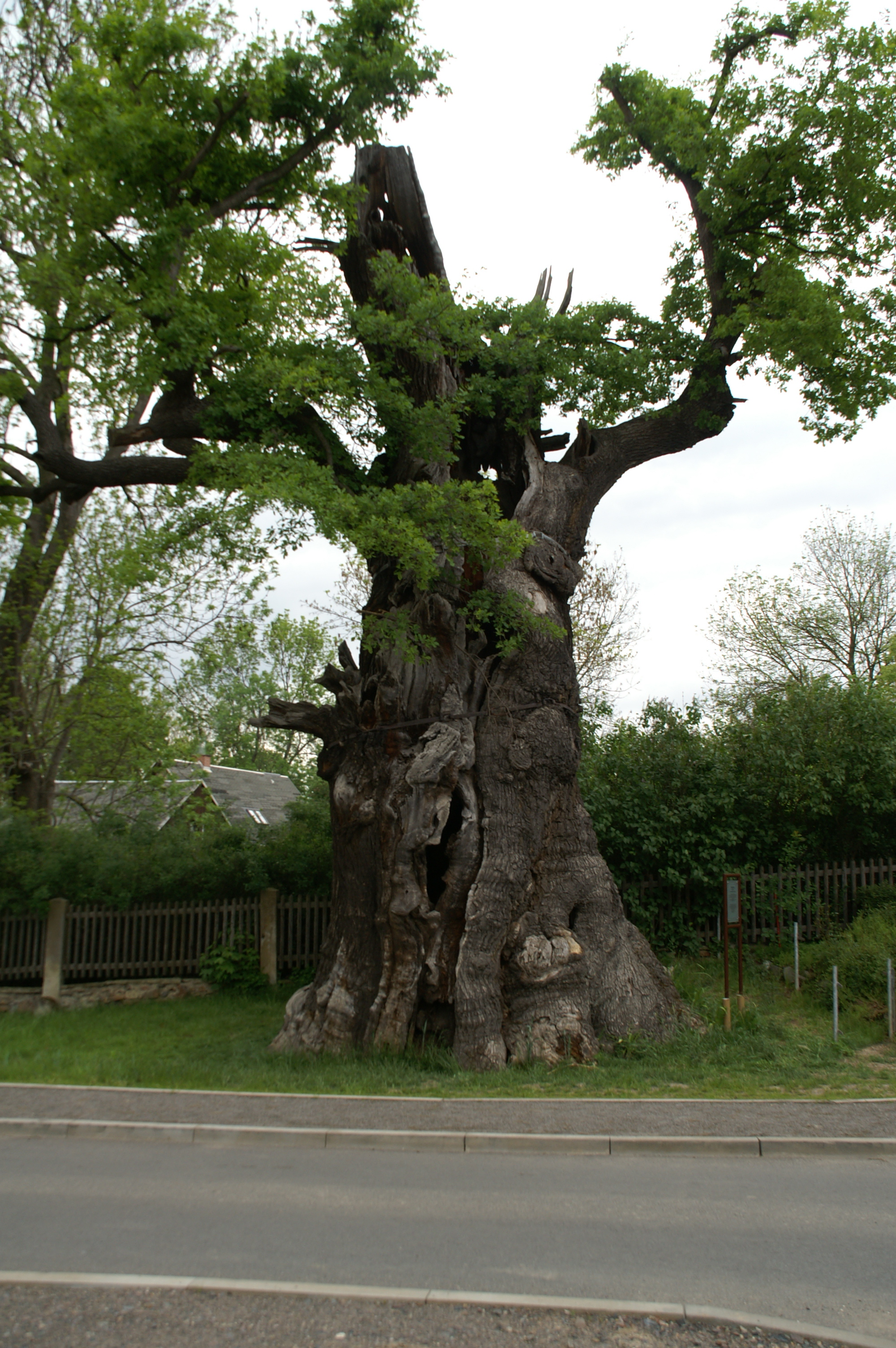
Roble alemán en Noebdenitz.
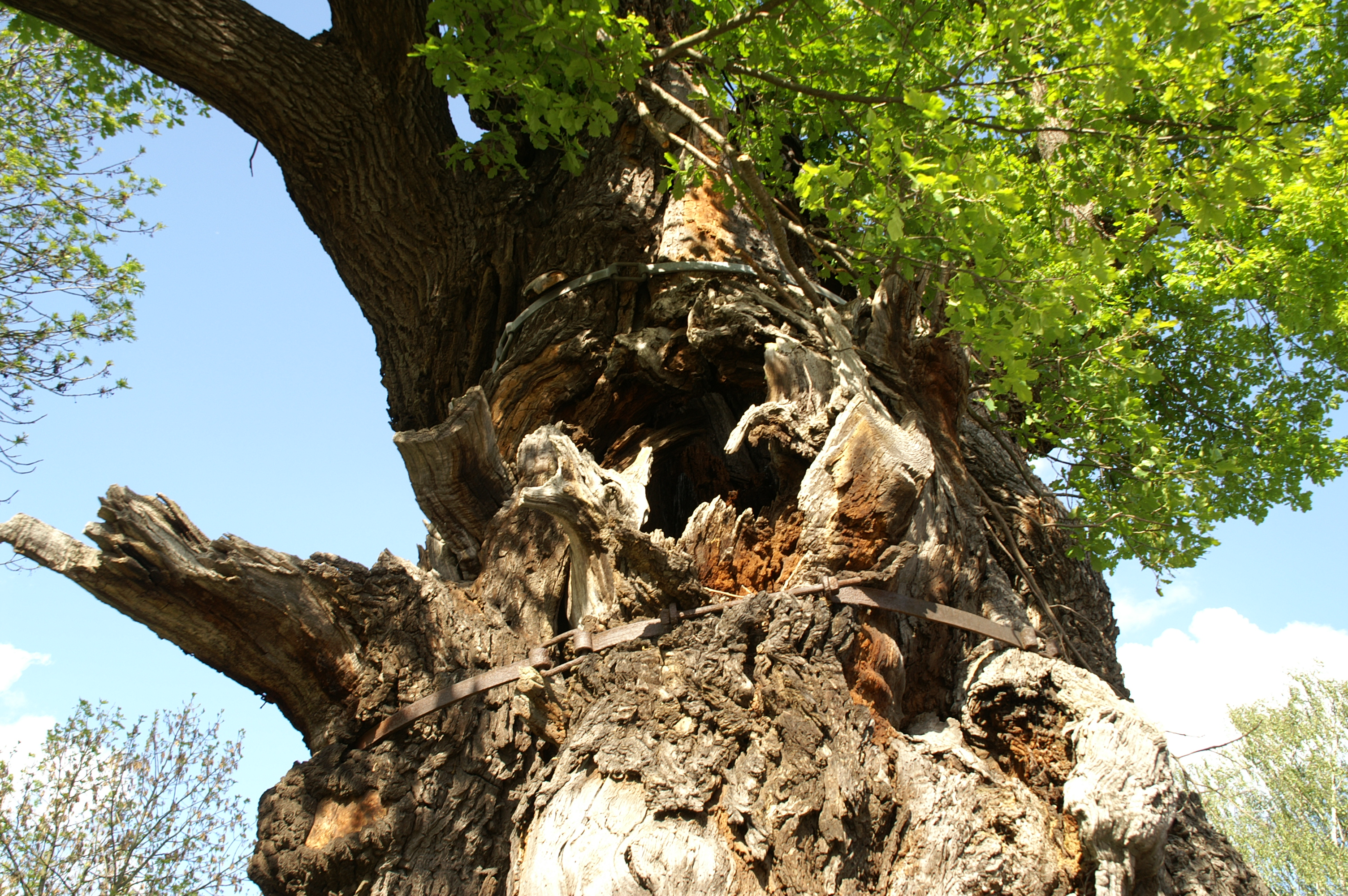
Cinchado del roble
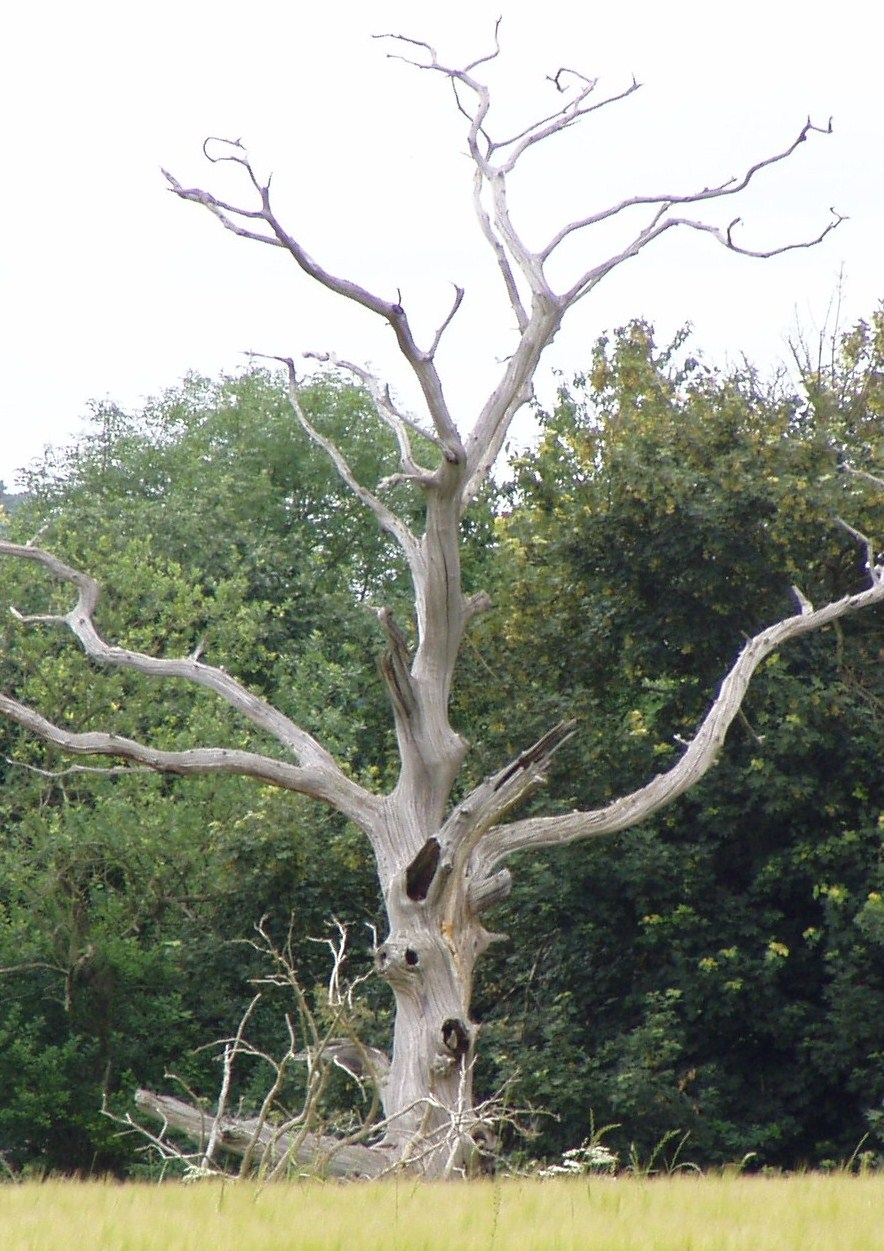
Árbol muerto
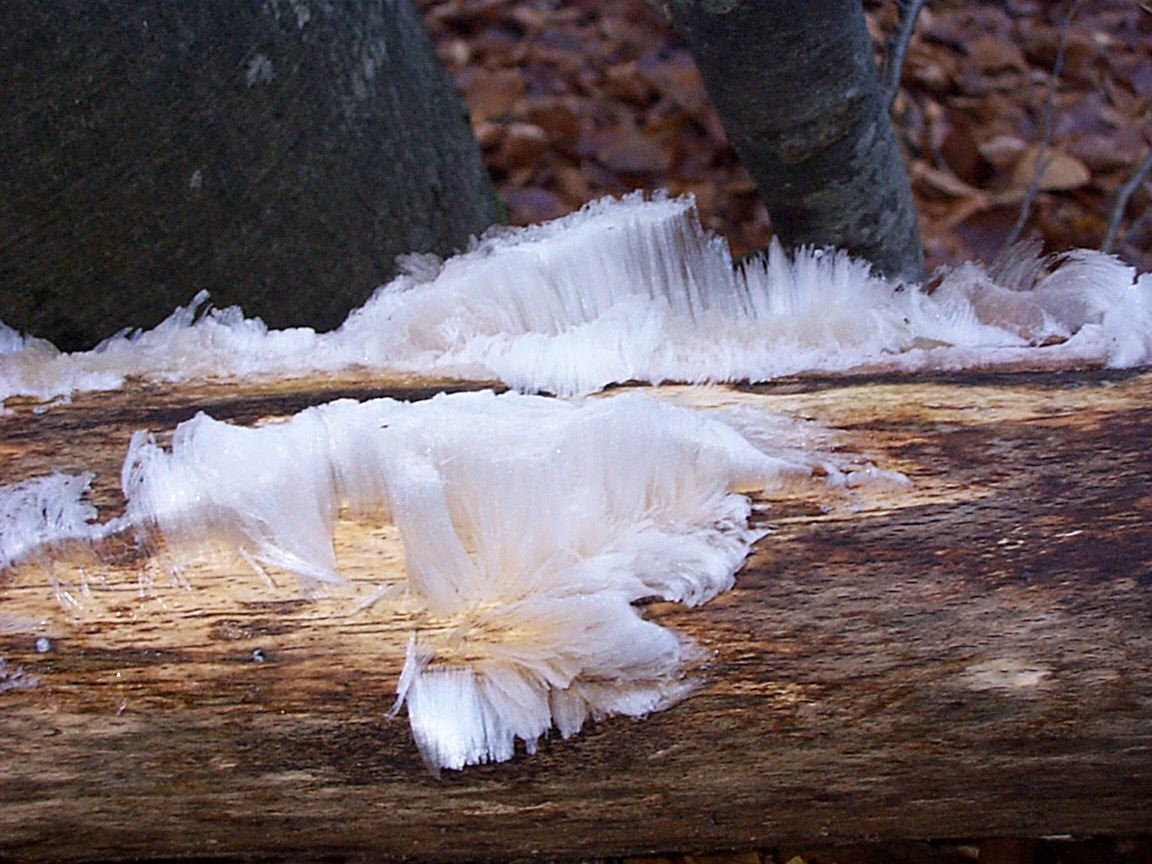
Efecto del frío sobre la madera muerta húmeda
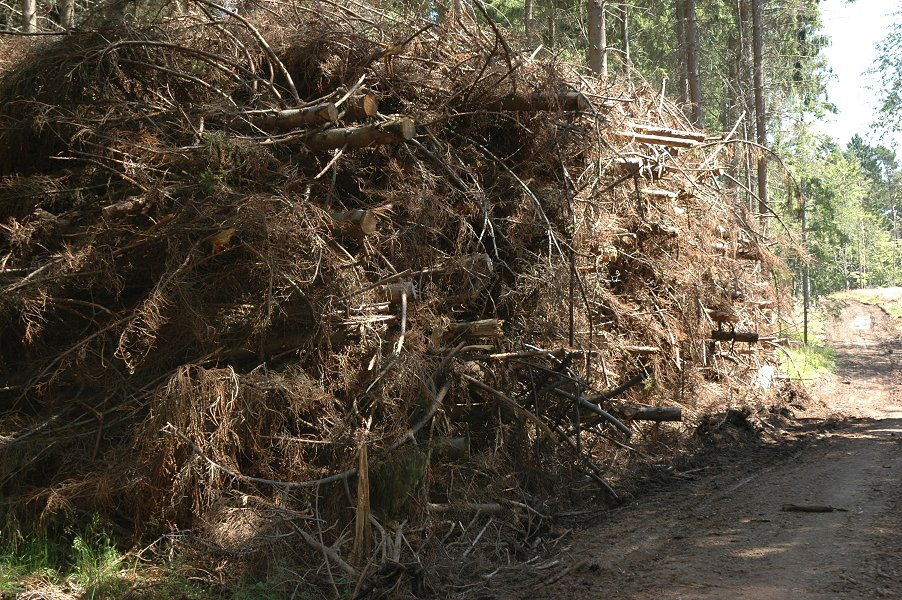
Acumulación de madera muerta (resinosa).
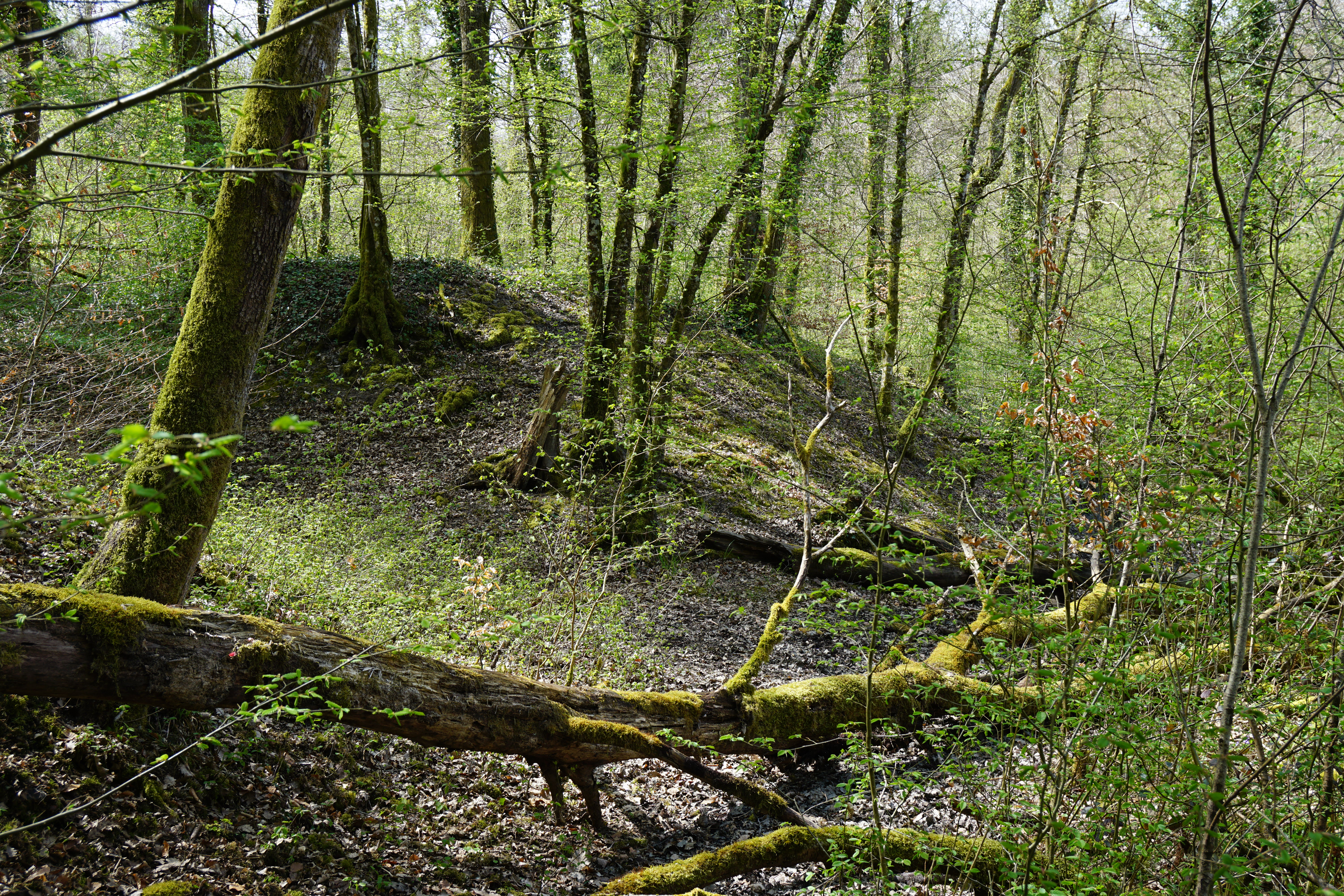
Bosque de Gémonval
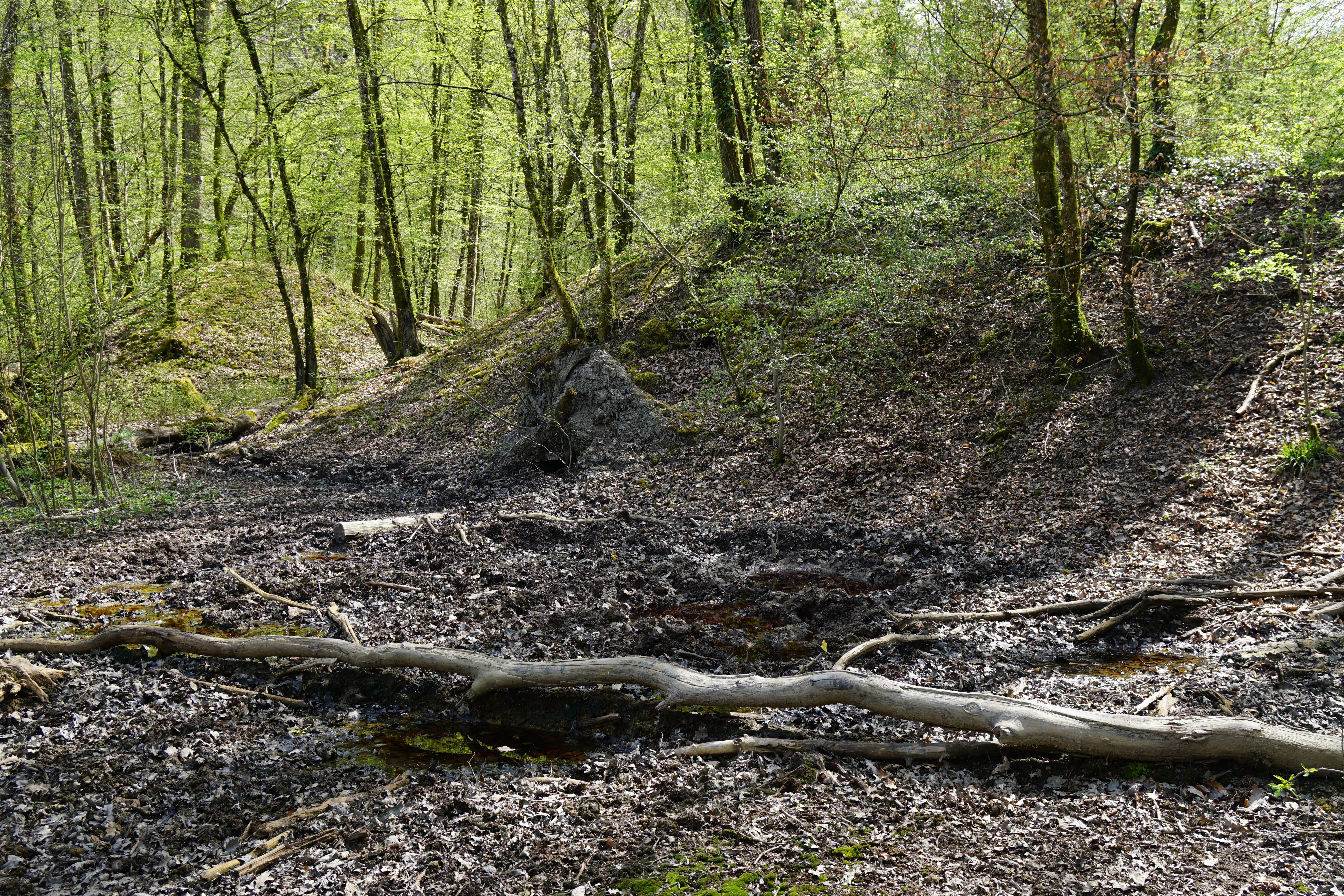
Bosque de Gémonval

## Bibliografía

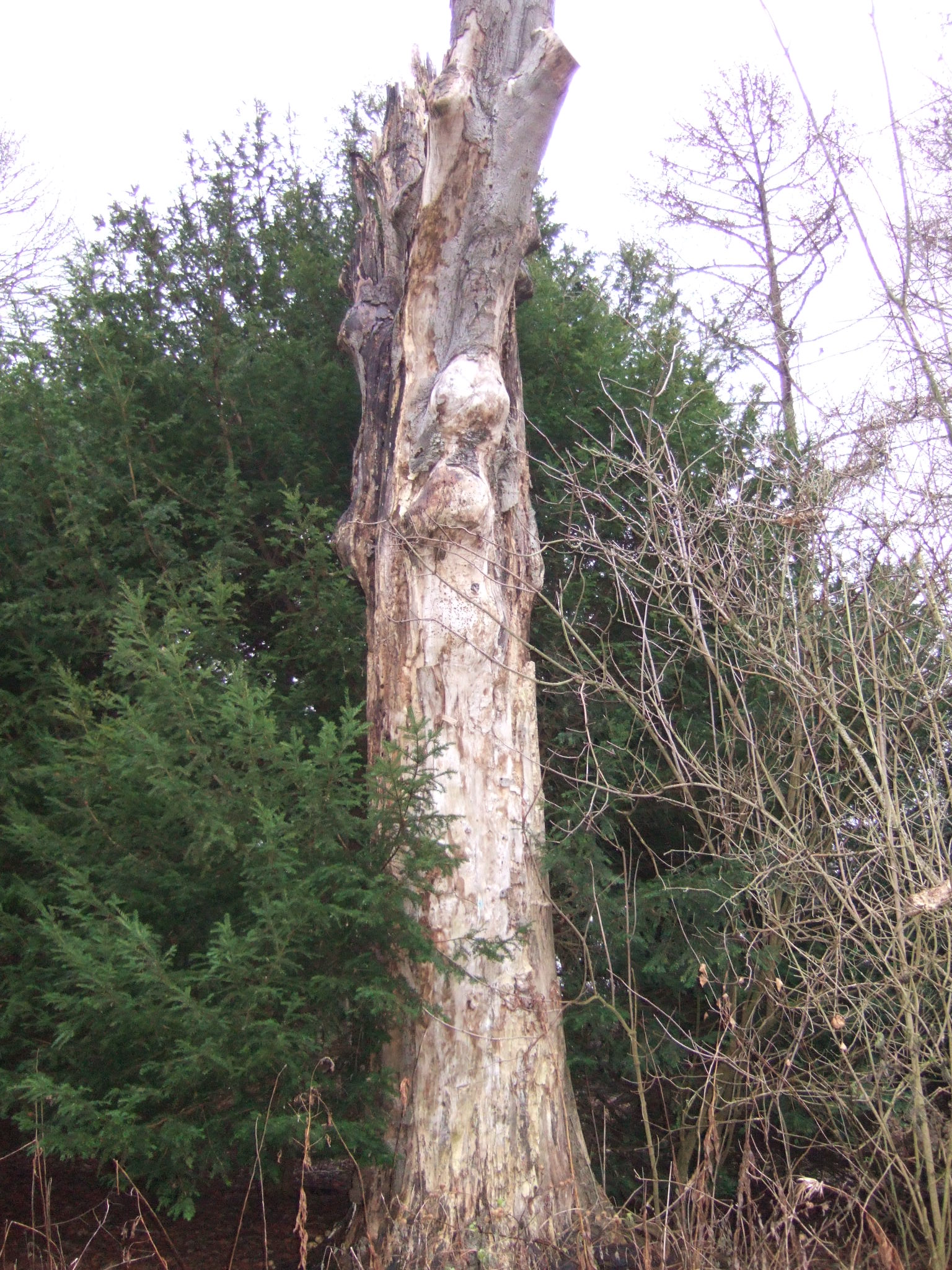
En cada estado de degradación del tronco de un árbol, el árbol sirve de refugio y alimentación de la fauna silvestre, lo que contribuye al reciclaje de la materia orgánica

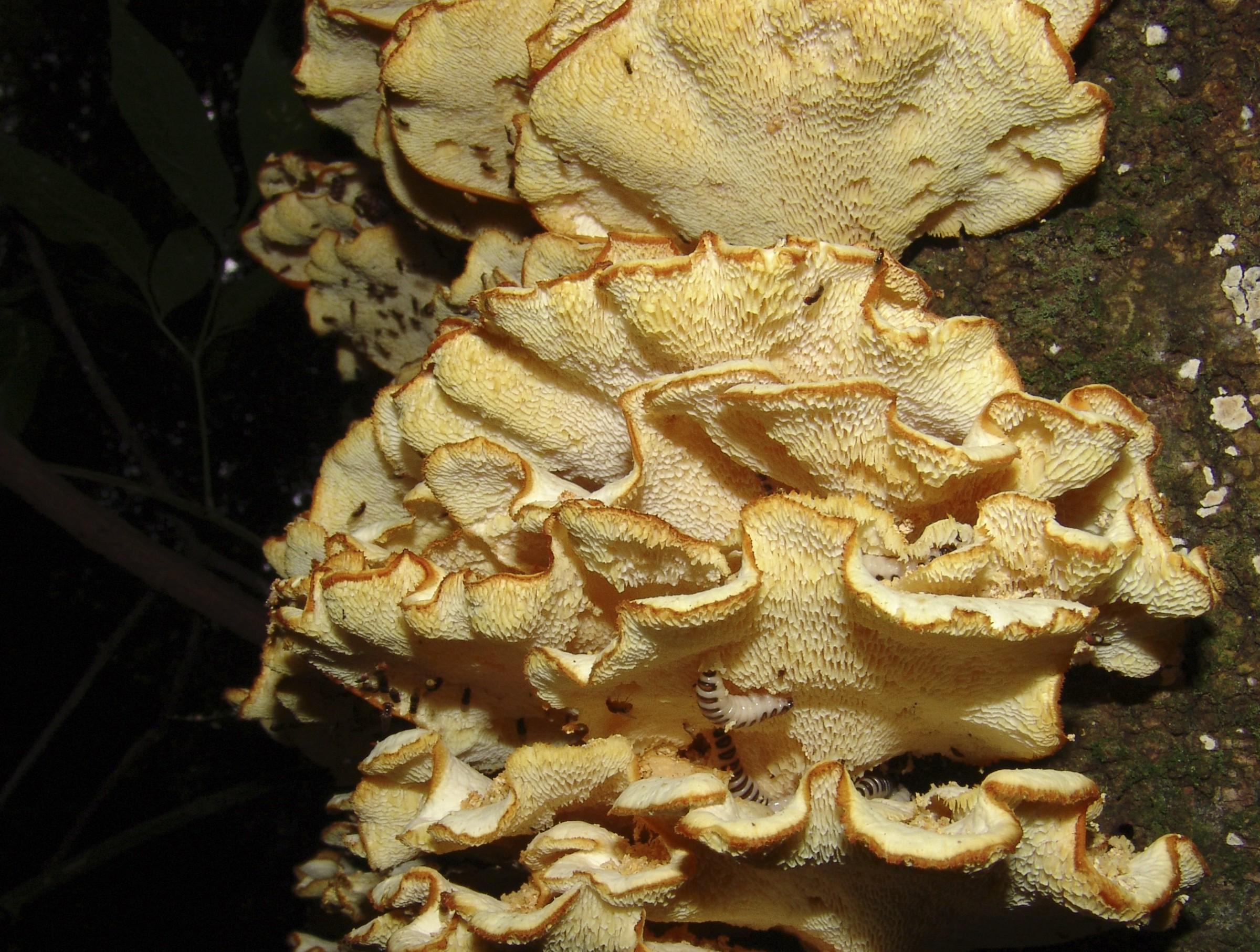
Los hongos que consumen la madera muerta, y son consumidos por los invertebrados (aquí en Brasil)

## Apéndices

### Estadísticas
- France :
  - Observatoires national de la biodiversité Volume de très gros bois vivant et morts dans les sylvo-écorégions pour 2009-2010 (enlace roto disponible en Internet Archive; véase el historial, la primera versión y la última)., d'après sources IGN & IFN 2012
  - IGN, Bois mort en forêt

### Artículos Relacionados
- Écologie, Écologie des insectes forestiers
- Forêt, Sylviculture, Prosilva, Rémanents
- Biodiversité dans le bâti et le jardin
- Quinzième cible HQE
- Métabiose, Cycle du carbone, Puits de carbone
- Xylophage, Saproxylophage
- Chronoxyle
- Naturalité
- Espèces caulicoles (qui vivent dans les tiges creuses)
- Plan de restauration